# Kalendarium pontyfikatu Franciszka (2013)

## Kalendarium pontyfikatu Franciszka w roku 2013

### Marzec

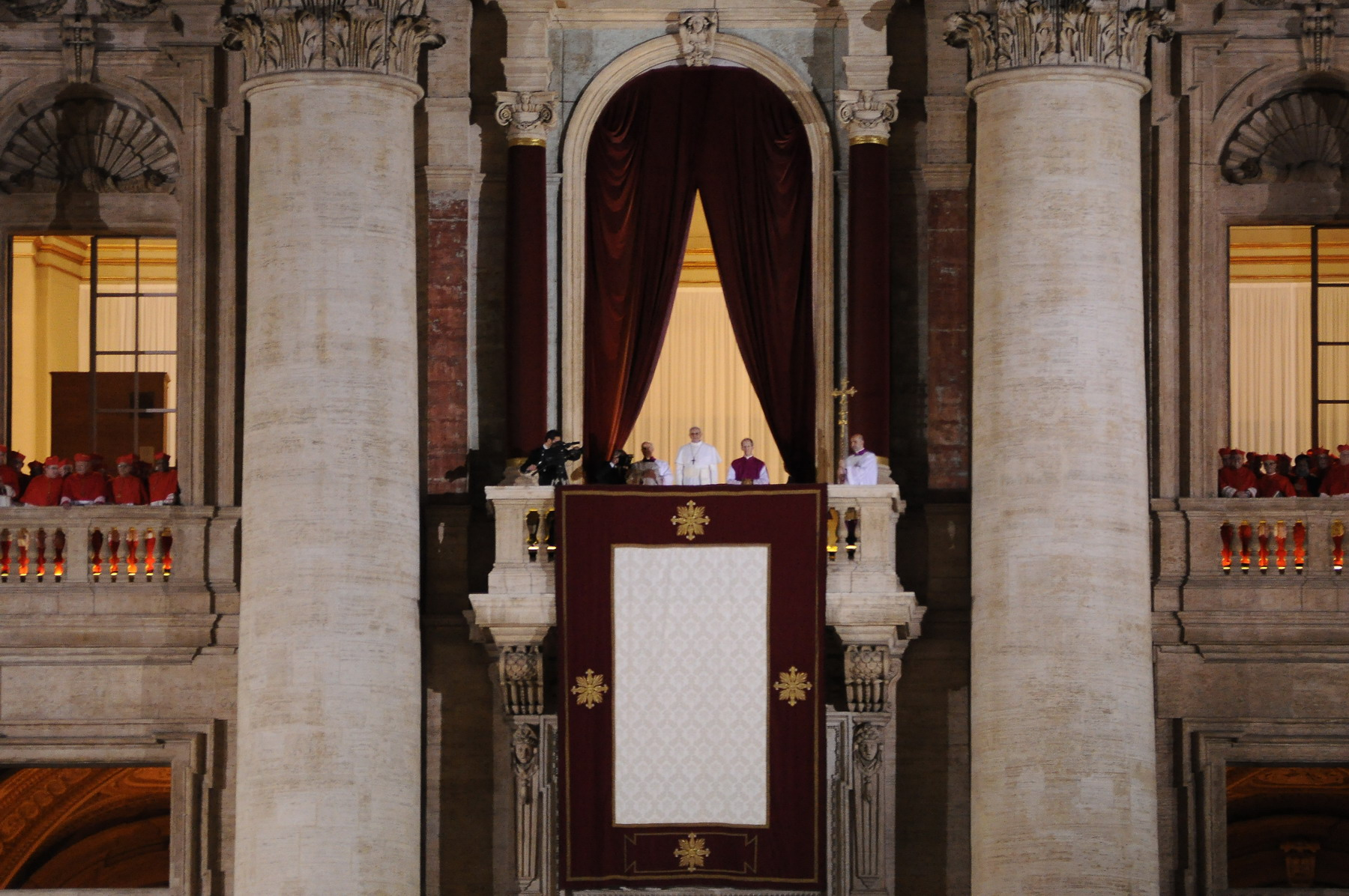
Spotkanie z wiernymi na placu św. Piotra po wyborze (13.03.2013.).

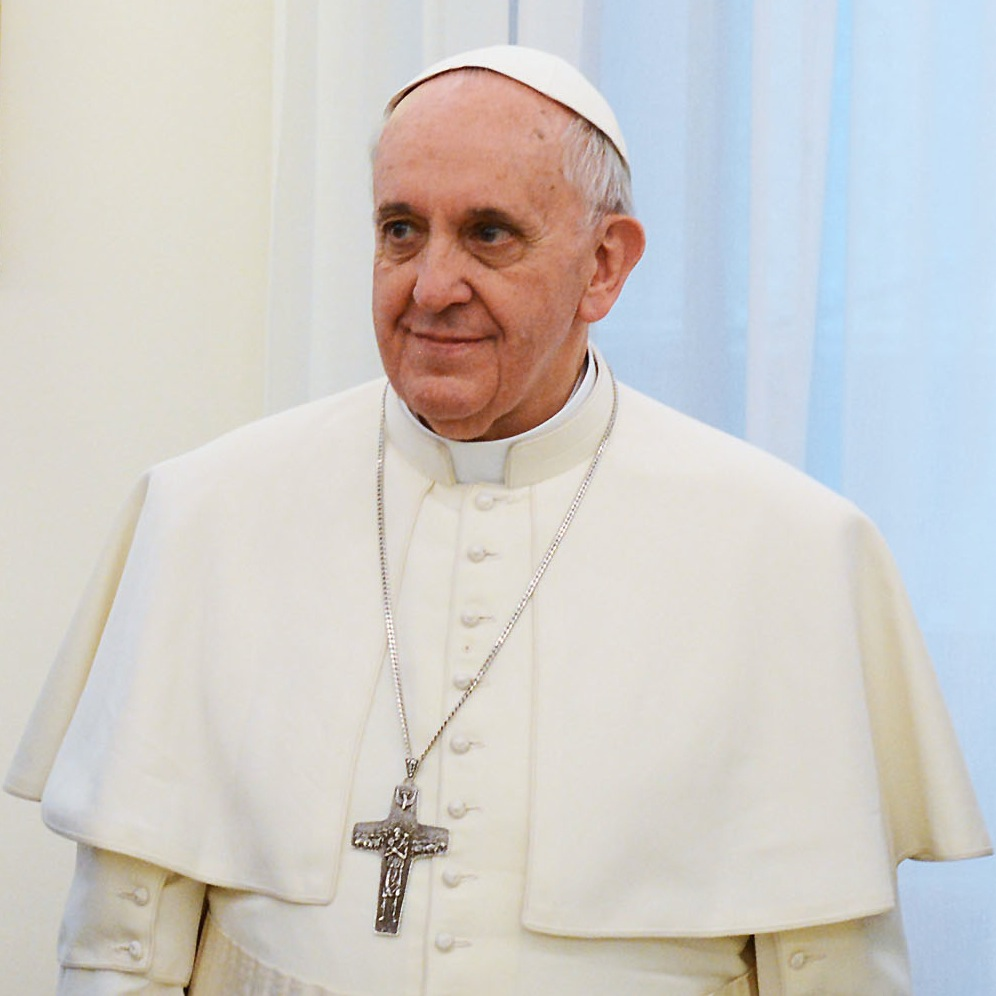
Papież Franciszek (18.03.2013.).

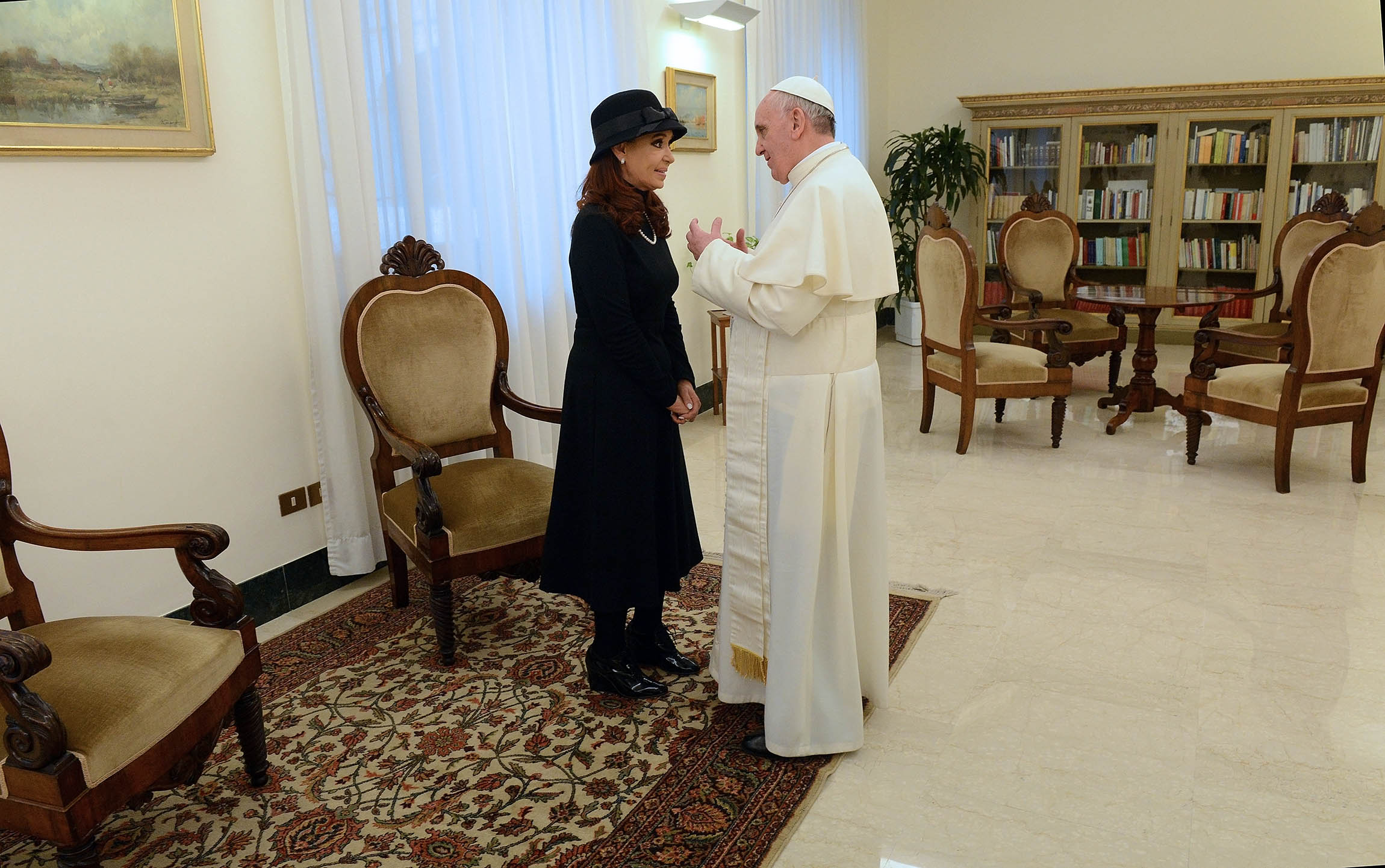
Papież Franciszek i prezydent Argentyny Cristina Fernandez de Kirchner

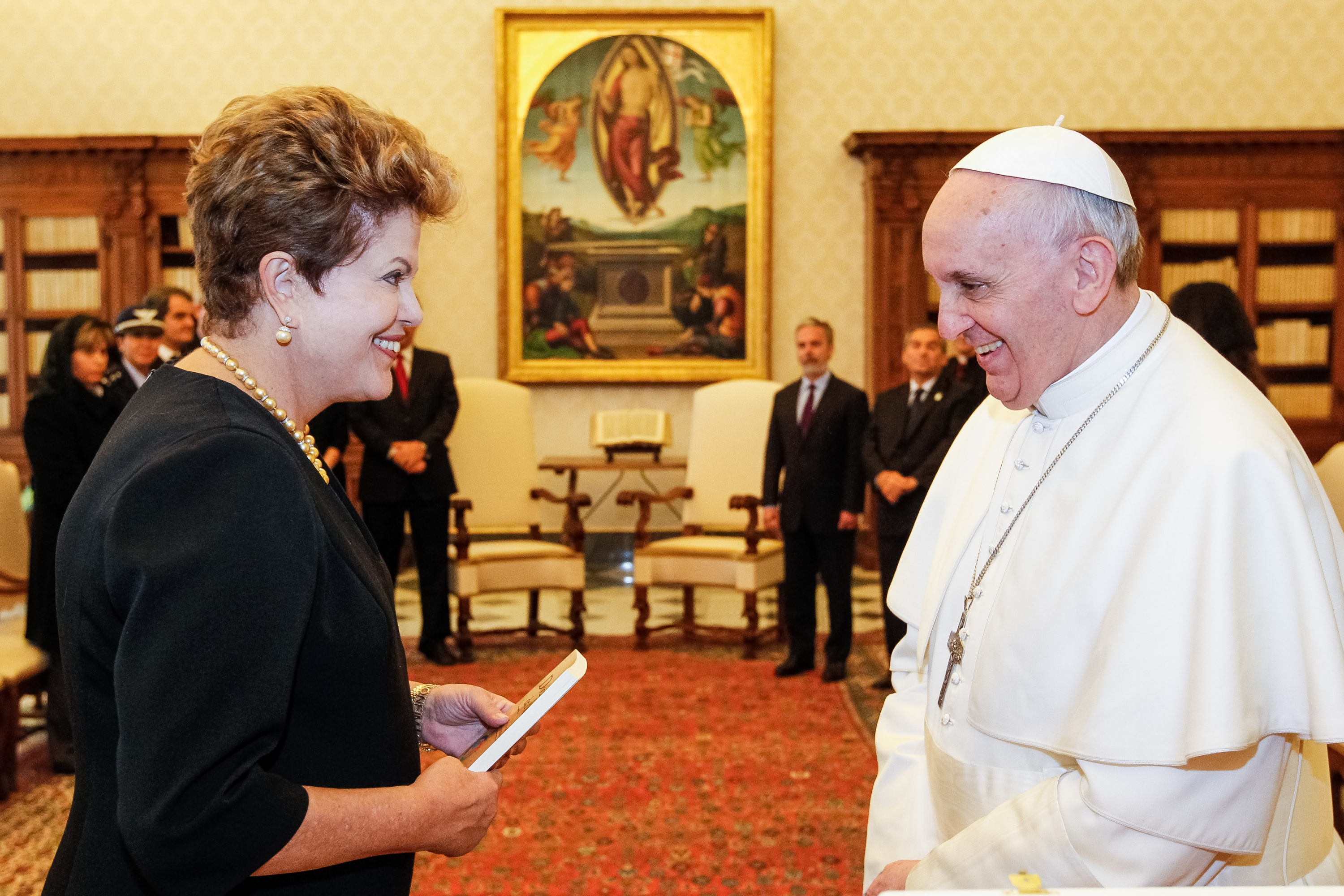
Papież Franciszek i Prezydent Brazylii Dilma Rousseff

- 12 marca – Rozpoczęło się konklawe po abdykacji Benedykta XVI[1].
- 13 marca – W drugim dniu konklawe, w piątym głosowaniu, kardynał Jorge Mario Bergoglio został wybrany 266. papieżem i przybrał imię Franciszek. Po ogłoszeniu wyboru i krótkim przemówieniu z balkonu bazyliki św. Piotra udzielił błogosławieństwa Urbi et Orbi[2][3].
- 14 marca
  - Papież Franciszek udał się do rzymskiej bazyliki Matki Bożej Większej, by pomodlić się w kaplicy Paulińskiej przed obrazem Salus Populi Romani, Matki Bożej – patronki Rzymu[4].
  - Papież Franciszek na zakończenie konklawe odprawił mszę świętą w kaplicy Sykstyńskiej oraz wygłosił orędzie do kardynałów, w którym mówił, że bez krzyża możemy być księżmi, biskupami, kardynałami, papieżami, ale nie jesteśmy uczniami Pana[5][6][7].
- 16 marca – Papież Franciszek spotkał się z dziennikarzami z całego świata na audiencji w Auli Pawła VI[8][9].
- 17 marca – Papież Franciszek odprawił mszę dla mieszkańców Państwa Watykańskiego w kościele św. Anny, który jest kościołem parafialnym Watykanu[10]. Po mszy św. w południe spotkał się z wiernymi na pierwszej modlitwie Anioł Pański gdzie podczas pierwszego rozważania papież powiedział, że Bóg nigdy nie przestaje nam przebaczać. Problem w tym, że my nie chcemy prosić Go o przebaczenie[11][12].
- 18 marca
  - Został zaprezentowany herb papieski oraz zawołanie[13].
  - Papież Franciszek przyjął na audiencji prezydent Argentyny Cristina Fernández de Kirchner[14].
- 19 marca
  - Odbyła się uroczysta inauguracja pontyfikatu papieża Franciszka. Został mu nałożony paliusz oraz pierścień rybaka. Papież odprawił mszę św. na placu św. Piotra z udziałem delegacji władz państwowych oraz kilkuset tysięcy wiernych[15].
  - Ojciec Święty rozmawiał telefonicznie z emerytowanym papieżem Benedyktem XVI składając mu życzenia imieninowe[16].
- 20 marca
  - Papież Franciszek przyjął na audiencji prezydent Brazylii Dilme Rousseff[17].
  - Papież przyjął przedstawicieli innych religii na ekumenicznym spotkaniu w Sali Klementyńskiej Pałacu Apostolskiego, w tym patriarchę konstantynopolitańskiego Bartłomieja I[18].
  - Papież Franciszek mianował swoim osobistym sekretarzem ks. prałata Alfreda Xuereba[19].
- 21 marca – Franciszek spotkał się z argentyńskim laureatem pokojowej Nagrody Nobla Adolfo Perezem Esquivelą[20].
- 22 marca – Spotkanie papieża z korpusem dyplomatycznym i wszystkimi ambasadorami stacjonującymi w Watykanie[21].
- 23 marca – Papież Franciszek udał się do Castel Gandolfo by spotkać się z emerytowanym papieżem Benedyktem XVI[22][23].
- 24 marca
  - Franciszek odprawił mszę św. w Niedzielę Palmową na placu św. Piotra. Poprzedziła ją procesja, a zamknęła modlitwa Anioł Pański, podczas której padły pierwsze słowa po polsku: Dobrej drogi[24][25][26].
  - Papież Franciszek odwiedził cmentarz niemiecki w Watykanie[27].
- 25 marca – Papież złożył rzymskiej gminie żydowskiej życzenia z okazji rozpoczynającego się święta Pesach[28].
- 26 marca – Mimo możliwości przeprowadzenia się do Pałacu Apostolskiego, papież zdecydował się mieszkać jeszcze przez jakiś czas w Domu św. Marty przenosząc jedynie niektóre ważniejsze audiencje do Pałacu[29].
- 28 marca
  - Papież przewodniczył uroczystościom Wielkiego Czwartku w bazylice Świętego Piotra we mszy krzyżma podczas homilii papież zaapelował do księży, aby wychodzili i docierali do „peryferii”, odnawiali w sobie Ducha świętości, docierali do wszystkich ludzi, zwłaszcza ubogich, więźniów i chorych oraz brali na siebie ludzkie troski[30].
  - Papież Franciszek po raz pierwszy mszę Wieczerzy Pańskiej wielkoczwartkową sprawował w rzymskim więzieniu dla nieletnich Casal del Marmo, gdzie obmył stopy 12 nieletnim więźniom (w tym dwóm 2 dziewczętom: katoliczce z Włoch i muzułmance z Serbii)[31][32].
- 29 marca – Papież odprawił Liturgię Męki Pańskiej w bazylice Świętego Piotra w Watykanie, natomiast wieczorem wziął udział w Drodze Krzyżowej w Koloseum, nie przemierzając jej jednak, tylko czekając u celu, po czym na zakończenie wygłosił przemówienie[33][34].
- 30 marca – Papież odprawił w bazylice św. Piotra liturgię wigilii paschalnej, gdzie podczas homilii papież wezwał do przyjęcia zmartwychwstałego Jezusa jak przyjaciela, z ufnością, gdyż On jest życiem[35].
- 31 marca – Franciszek odprawił mszę św. na placu Świętego Piotra w uroczystość Zmartwychwstania Pańskiego. Po mszy z balkonu bazyliki św. Piotra udzielił błogosławieństwa Urbi et Orbi[36], podczas którego modlił się m.in. o pokój w Syrii i Azji, a zwłaszcza na Półwyspie Koreańskim[37].

### Kwiecień
- 2 kwietnia
  - Papież Franciszek odprawił mszę świętą w Domu Świętej Marty dla członków żandarmerii watykańskiej[38]
  - Papież Franciszek modlił się przed grobem błogosławionego Jana Pawła II w 8 rocznicę jego śmierci[39].
- 4 kwietnia
  - Sekretarz Stanu w imieniu papieża Franciszka wystosował list do nowego metropolity Buenos Aires, abp. Mario Aurelio Poli, gdzie w tym liście papież zapewnił swych rodaków dotkniętych katastrofalnymi powodziami o bliskości w modlitwie. Spowodowane gwałtownymi opadami (deszczami torencjalnymi) powodzie doprowadziły do śmierci kilkudziesięciu osób i konieczności ewakuacji kilkudziesięciu tysięcy[40].
- 7 kwietnia
  - Papież Franciszek odbył ingres do bazyliki św. Jana na Lateranie, która jest jego katedrą jako biskupa Rzymu. Podczas ingresu Franciszek po raz pierwszy podczas swego pontyfikatu użył srebrnego pastorału Pawła VI, mającego formę lekko zagiętego krzyża z pasyjką, wycofanego z liturgii papieskiej po śmierci Jana Pawła II. W homilii zachęcał do otwarcia na Boże Miłosierdzie, zaufania w Jego cierpliwość, zamieszkania w ranach Jego miłości i spotkania Miłosierdzia Bożego w sakramentach[41].
  - Papież Franciszek wziął udział w ceremonii nadania imienia Jana Pawła II części placu świętego Jana na Lateranie w Rzymie. Z tej okazji na gmachu wikariatu odsłonięta została pamiątkowa tablica z napisem Plac błogosławionego Jana Pawła II – Papieża od 1978 do 2005 roku[42].
- 8 kwietnia
  - Papież Franciszek przyjął przewodniczącego Rady Kościołów Ewangelickich w Niemczech (EKD) pastora Nikolausa Schneidera. To pierwszy przywódca jednego z Kościołów protestanckich, jaki spotkał się z papieżem[43].
- 9 kwietnia
  - Papież Franciszek przyjął na audiencji w Watykanie sekretarza generalnego ONZ Ban Ki-moona[44].
  - Sekretarz Stanu w imieniu papieża Franciszka wystosował list kondolencyjny do Premiera Wielkiej Brytanii Davida Camerona w związku ze śmiercią byłej Premier Margaret Thatcher[45].
- 11 kwietnia
  - Papież Franciszek przyjął premiera Mozambiku Alberto Clementino Vaquina[46].
- 12 kwietnia
  - Papież Franciszek przybył w piątek rano do Biblioteki Sekretariatu Stanu Stolicy Apostolskiej, aby się spotkać ze zgromadzonymi tam pracownikami obu sekcji tworzących ten urząd[47].
- 13 kwietnia
  - Papież miesiąc po swoim wyborze powołał grupę ośmiu kardynałów-doradców, którzy będą mu służyć radą w zarządzaniu Kościołem i w sprawach reformy Kurii Rzymskiej[48].
- 15 kwietnia
  - Papież Franciszek przyjął w Pałacu Apostolskim w Watykanie premiera Hiszpanii Mariano Rajoya Breya[49].
  - Papież Franciszek sprawował wieczorem eucharystię w bazylice św. Pawła za Murami. Była ona ostatnią z czterech bazylik większych Rzymu, którą nawiedził papież Franciszek po swoim wyborze na Stolicę Piotrową[50].
- 16 kwietnia
  - Papież Franciszek ofiarował poranną mszę, którą odprawił w watykańskim Domu świętej Marty, w intencji obchodzącego w tym dniu 86. urodziny papieża seniora Benedykta XVI[51].
- 17 kwietnia
  - Papież Franciszek po audiencji ogólnej w sali przyległej do Auli Pawła VI spotkał się z ambasadorem Arabii Saudyjskiej we Włoszech Salehem Muhammadem Al Ghamdim, który wręczył mu przesłanie króla Abdallaha bin Abdulaziza as-Sauda. Arabia Saudyjska nie utrzymuje stosunków dyplomatycznych ze Stolicą Apostolską, dlatego dokument ten przekazał papieżowi przedstawiciel tego kraju przy Republice Włoskiej[52].
- 20 kwietnia
  - Papież Franciszek mianował ks. prałat dr Stanisława Jamrozka nowym biskupem pomocniczym archidiecezji przemyskiej. Jest to pierwsza nominacja biskupia nowego Ojca Świętego dotycząca Kościoła w Polsce[53].
- 21 kwietnia
  - Papież Franciszek wyświęcił dziesięciu nowych księży z diecezji rzymskiej, podczas mszy w bazylice św. Piotra[54].
- 23 kwietnia
  - Papież Franciszek odblokował sprawę beatyfikacyjną salwadorskiego abp. Oscara Arnulfo Romero, zamordowanego w 1980 r. w czasie wojny domowej w Salwadorze. Hierarcha, który był od 1977 r. metropolitą stołecznego San Salvadoru, zginął zastrzelony podczas odprawiania mszy świętej[55].
- 26 kwietnia
  - Papież Franciszek przyjął prezydenta Wysokiej Władzy Przejściowej Madagaskaru, Andry Nirina Rajoelina[56].
  - Papież Franciszek spotkał się wieczorem z premierem Włoch Mario Montim oraz jego małżonką. Było to ich drugie spotkanie. Po raz pierwszy rozmawiali w dniu inauguracji pontyfikatu[57].
- 27 kwietnia
  - Papież Franciszek kilka dni przed wstąpieniem na tron nowego króla Holandii Wilhelma Aleksandra i jego małżonki Maksymy wysłał parze królewskiej najlepsze życzenia i zapewnienie o modlitwie za nią i jej rodzinę. Wyraził też swą duchową łączność z uczestnikami mszy św., która z tej okazji zostanie odprawiona dzień później w bazylice św. Mikołaja w Amsterdamie[58].
- 28 kwietnia
  - Papież Franciszek podczas mszy św. na placu św. Piotra udzielił 44 osobom sakramentu bierzmowania[59].
- 30 kwietnia
  - Papież Franciszek przyjął w Pałacu Apostolskim w Watykanie prezydenta Izraela Szimona Peresa[60].

### Maj
- 2 maja
  - Papież Franciszek przyjął nowego ambasadora Federacji Rosyjskiej przy Stolicy Apostolskiej, Aleksandra Awdiejewa, który złożył listy uwierzytelniające[61].
  - Papież Franciszek powitał osobiście swego poprzednika na Stolicy Piotrowej, papieża-seniora Benedykta XVI, który po 62. dniach pobytu w Castel Gandolfo powrócił na stałe do Watykanu[62].
- 3 maja
  - Papież Franciszek na specjalnej audiencji spotkał się z prezydentem Libanu Michelem Sleimanem, gdzie podczas spotkania mówiono o delikatnej sytuacji chrześcijan” na Bliskim Wschodzie i o losie syryjskich uchodźców[63].
- 4 maja
  - Papież Franciszek przewodniczył, z okazji rozpoczęcia miesiąca maryjnego, modlitwie różańcowej w rzymskiej bazylice Matki Bożej Większej[64].
- 5 maja
  - Papież Franciszek przewodniczył w eucharystii dla członków Bractw, którzy przybyli w pielgrzymce do Rzymu z okazji Roku Wiary, gdzie podczas homilii papież zaapelował do bractw by byli misjonarzami miłości i czułości Boga oraz przypomniał, że przez wieki bractwa były miejscem, gdzie „wykuwała się świętość tak wielu ludzi, którzy żyli z prostotą intensywną relacją z Panem” i wskazał na trzy cele którymi kierują się bractwa: ewangeliczność, kościelność i misyjność. Po eucharystii odprawił z wiernymi modlitwę Regina Coeli, gdzie podczas rozważania przed modlitwą papież powiedział, że dzisiaj Kościoły wschodnie, które posługują się kalendarzem juliańskim obchodzą święto Paschy. Pragnie przekazać tym naszym braciom i siostrom szczególne pozdrowienie, jednocząc się z nimi całym sercem w głoszeniu Radosnej Nowiny: Chrystus zmartwychwstał[65][66].
- 6 maja
  - Papież Franciszek przyjął przysięgę od 35 nowych Gwardzistów Watykańskich[67].
  - Papież Franciszek gościł na audiencji prezydenta Szwajcarii, Ueliego Maurera, gdzie podczas spotkania rozmawiano o chwalebnej, wielowiekowej służbie Gwardii Szwajcarskiej” w Watykanie[68].
- 10 maja
  - Papież Franciszek spotkał się z Teodorem II, patriarchą i papieżem Aleksandrii, z którym rozmawiał o jedności chrześcijan[69].
  - Sekretarz Stanu w imieniu papieża Franciszka wystosował list kondolencyjny, w którym pisze, że łączy się duchowo z mieszkańcami Genui dotkniętymi przedwczoraj tragedią w porcie oraz modli się za ofiary śmiertelne i o rychły powrót do zdrowia rannych[70].
- 12 maja
  - Papież Franciszek przewodniczył na placu św Piotra w pierwszej w swym pontyfikacie mszy św. kanonizacyjnej, gdzie świętymi ogłosił 800 męczenników z 1480 w Otranto oraz dwie zakonnice: Laurę Montoya y Upegui z Kolumbii i Marię Guadalupe García Zavala z Meksyku i podczas homilii papież zwrócił uwagę na wierność Chrystusowi i Jego Ewangelii, aby głosić Go słowem i życiem oraz świadczenie o miłości Boga swoją miłością i miłosierdziem wobec wszystkich – oto świetliste wzory i nauka, jaką dają nam ogłoszeni dziś święci, po eucharystii papież odmówił południową modlitwę i podczas jej rozważania poparł europejską inicjatywę obrońców życia „Jeden z nas” i zachęcił też do nieustannego koncentrowania uwagi świata na tak ważnym temacie, jakim jest ochrona życia ludzkiego od momentu poczęcia[71][72].
- 13 maja
  - Papież Franciszek przyjął na specjalnej audiencji prezydenta Kolumbii Juana Manuela Santosa, spotkanie to odbyło się związku z kanonizacją pierwszej Kolumbijki Laury Montoya[73].
- 18 maja
  - Papież Franciszek przyjął na audiencji kanclerz Niemiec Angelę Merkel, gdzie podczas spotkania głównymi tematami rozmów była sytuacja społeczno-polityczna, gospodarcza i religijna w Europie i na świecie, obrona praw człowieka, prześladowania chrześcijan, kwestia wolności religijnej i krzewienie pokoju[74].
  - Papież przyjął na audiencjach prywatnych nowego nuncjusza apostolskiego w Liberii, abp Mirosława Adamczyka oraz prefekta Kongregacji Nauki Wiary, abp Gerharda Ludwiga Müllera[75].
  - Ojciec święty spotkał się z przedstawicielami ruchów kościelnych podczas wieczornego czuwania modlitewnego[76].
  - Papież Franciszek przyjął rezygnację z funkcji metropolity wrocławskiego Mariana Gołębiewskiego i powołał na nowego metropolitę dotychczasowego biskupa pomocniczego katowickiego Józefa Kupnego[77].
- 19 maja
  - Franciszek odprawił mszę św. na placu Świętego Piotra w uroczystość Zesłania Ducha Świętego. Po mszy świętej odmówił Regina Coeli[78][79].
- 22 maja
  - Papież Franciszek przyjął na audiencji ogólnej Prezydenta Beninu Thomasa Boni Yayi[80].
- 23 maja
  - Papież Franciszek spotkał się z biskupami włoskimi i przewodniczył ich wyznaniu wiary w bazylice watykańskiej[81][82].
- 24 maja
  - Papież Franciszek przyjął na audiencji premiera i ministra spraw zagranicznych Bułgarii, Marina Rajkowa oraz na oddzielnej audiencji przewodniczącego parlamentu Macedonii, Trajko Valjanoskiego[83].
  - Papież Franciszek przyjął uczestników 20. sesji plenarnej Papieskiej Rady ds. Duszpasterstwa Migrantów i Podróżujących, gdzie podczas spotkania papież zwrócił uwagę na konieczność otoczenia szczególną troską uchodźców i osoby wysiedlone przymusowo[84].
- 25 maja
  - Papież Franciszek spotkał się z kongresem zorganizowanym przez fundację Centesimus Annus – Pro Pontifice który nosił tytuł „Przemyśleć na nowo solidarność ze względu na zatrudnienie – wyzwania XXI wieku, podczas spotkania papież przypomniał, że fundacja, którą założył 20 lat temu, w 1993 r., bł. Jan Paweł II, nawiązuje swą nazwą do tytułu jego ostatniej encykliki społecznej[85].
  - Papież Franciszek przyjął na specjalnej audiencji arcybiskupa Rio de Janeiro Oraniego João Tempesty, gdzie podczas spotkania rozmawiano o przygotowaniach do lipcowego spotkania młodzieży świata i oczekiwaniach z nim związanych[86].
- 26 maja
  - Papież Franciszek odwiedził rzymską w parafię w dzielnicy Valle Muricana w północnej części Wiecznego Miasta. W jej trakcie udzielił dzieciom pierwszej komunii i spotkał się z mieszkańcami[87].
- 30 maja – Papież Franciszek odprawił mszę z okazji uroczystości Bożego Ciała sprawowanej na placu przed bazyliką św. Jana na Lateranie, podczas której papież zwracał uwagę na znaczenie Eucharystii dla naszego pójścia za Jezusem, budowania jedności Kościoła i solidarności, czyli dzielenia się z Bogiem i z naszym bliźnim tym czym jesteśmy. Po mszy św. Ojciec Święty przewodniczył procesji eucharystycznej, która przeszła Via Merulana do bazyliki Santa Maria Maggiore[88].
- 31 maja
  - Papież Franciszek przyjął przewodniczącego 67. sesji Zgromadzenia Ogólnego ONZ, Vuka Jeremićia, podczas rozmów dokonano przeglądu pewnych kwestii będących przedmiotem zainteresowania obydwu stron, zwłaszcza pokojowego rozwiązywania konfliktów międzynarodowych[89].
  - Papież Franciszek poprowadził na placu św. Piotra majowe nabożeństwo różańcowe – ostatnie w tym roku[90].

### Czerwiec
- 1 czerwca

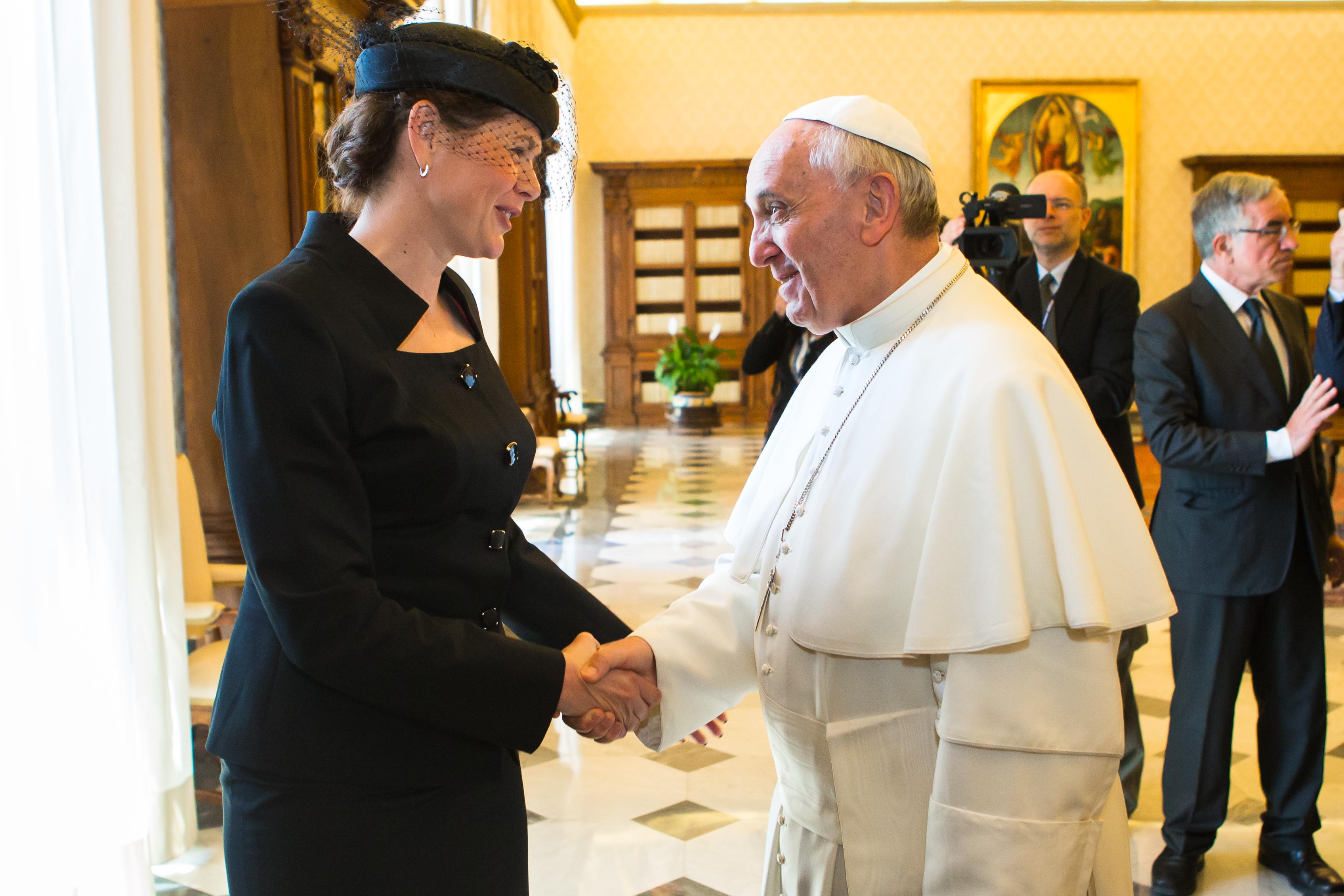
Papież Franciszek i Premier Słowenii Alenka Bratušek

  - Papież Franciszek przyjął w Pałacu Apostolskim w Watykanie prezydenta Urugwaju José Mujikę[91].
  - Papież Franciszek przemówił do młodzieży zebranej na spotkaniu w Lednicy[92].
- 2 czerwca
  - Papież Franciszek przewodniczył w bazylice św. Piotra w Watykanie uroczystej adoracji Najświętszego Sakramentu. Na jego życzenie odbywała się ona – jako jedno z najważniejszych wydarzeń trwającego obecnie Roku Wiary – jednocześnie o tej samej porze we wszystkich katedrach oraz w większości kościołów parafialnych i kaplic katolickich na całym świecie. Przebiegała ona pod hasłem „Jeden Pan, jedna wiara”[93].
- 3 czerwca – Papież Franciszek przewodniczył uroczystościom upamiętniającym 50. rocznicę śmierci błogosławionego Jana XXIII. Po mszy św. Ojciec święty modlił się przed szczątkami Jana XXIII i spotkał się z uczestnikami pielgrzymki[94][95].
- 6 czerwca – Watykan ogłosił, że Papież Franciszek nie planuje dłuższego wyjazdu na wakacje, ani do Castel Gandolfo, ani gdzie indziej, uda się jedynie na krótki odpoczynek w lipcu. Nie będzie wtedy środowych audiencji generalnych. Oznacza to również przerwanie tradycji papieskich wyjazdów we włoskie góry, gdzie latem odpoczywał Jan Paweł II, a na początku pontyfikatu także Benedykt XVI[96].
- 8 czerwca – Papież Franciszek przyjął na audiencji prezydenta Włoch Giorgio Napolitano. To pierwsza w tym pontyfikacie oficjalna wizyta głowy państwa w Watykanie[97][98].
- 10 czerwca – Papież Franciszek na specjalnej audiencji spotkał się z Hanną Suchocką, ustępującą Ambasador RP w Watykanie, która po 12 latach przestała pełnić funkcję ambasadora RP przy Stolicy Apostolskiej[99].

- 13 czerwca
  - Papież Franciszek przyjął na audiencji prywatnej premier Słowenii Alenke Bratusek[100].
- 14 czerwca
  - Papież Franciszek spotkał się z grupą swoich włoskich współbraci zakonnych, a mianowicie z redakcją dwutygodnika La Civiltà Cattolica[101].
  - Papież Franciszek przyjął na audiencji zwierzchnika anglikanów Arcybiskupa Canterbury, Justina Welby’ego[102].
- 15 czerwca
  - Papież Franciszek przyjął francuskich parlamentarzystów należących do Grupy Przyjaźni Francja – Stolica Apostolska, podczas spotkania papież stwierdził, że zasada laickości nie może oznaczać wrogości wobec kwestii religijnych czy też wykluczenia religii z życia społecznego i dyskusji, jakie się w nim toczą[103].
  - Papież Franciszek przyjął na audiencji prywatnej metropolitę krakowskiego, kard. Stanisława Dziwisza oraz przewodniczącego Komisji Europejskiej, José Manuela Durão Barroso[104].
- 16 czerwca – Papież Franciszek odprawił mszę św. na placu św. Piotra dla uczestników Dni Evangelium Vitae obchodzonych w ramach Roku Wiary. Po mszy św. z wiernymi odprawił Anioł Pański, gdzie przypomniał o beatyfikowanym Edwardzie Focherinim[105].
- 17 czerwca
  - Papież Franciszek na specjalnej audiencji przyjął prezydenta Wenezueli Nicolása Maduro. Podczas spotkania mówiono o potrzebie szczerego i stałego dialogu między państwem i konferencją episkopatu, sprzyjającego rozwojowi całego kraju[106].
  - Papież Franciszek wzorem swego poprzednika postanowił zainaugurować doroczny kongres rzymskiej diecezji, który odbywa się w bazylice św. Jana na Lateranie[107].
- 19 czerwca
  - Papież Franciszek wysłał list gratulacyjny z okazji jubileuszu 50-lecia kapłaństwa metropolity krakowskiego kard. Stanisława Dziwisza[108].
- 20 czerwca – Papież Franciszek spotkał się z przywódcami narodów i organizacji międzynarodowych oraz z wierzącymi wszystkich religii i ludzi dobrej woli i zaapelował o położenie kresu wszelkim przejawom bólu, przemocy i dyskryminacji religijnej, kulturalnej i społecznej na Bliskim Wschodzie, w tym do uczestników 86. zgromadzenia Spotkania Dzieł Pomocy Kościołom Wschodnim (ROACO), których przyjął na audiencji w watykańskim Pałacu Apostolskim. Zakończyło ono obrady w Rzymie na temat „Sytuacja chrześcijan i Kościołów w Egipcie, Iraku, Syrii i w Ziemi Świętej”[109].
- 21 czerwca – Papież Franciszek w setny dzień swojego pontyfikatu spotkał się z nuncjuszami i delegatami papieskimi, mówiąc do nich iż ich służba pomaga jemu otaczać troską wszystkie Kościoły w tej służbie jedności, która dla Następcy Piotra ma centralne znaczenie. Spotkanie to odbyło się w Rzymie z okazji Roku Wiary. Udział wzięli nuncjusze i delegaci apostolscy, a także stali obserwatorzy i szefowie misji Stolicy Świętej przy organizacjach międzynarodowych, łącznie ok. 150 osób[110].
- 22 czerwca
  - Papież Franciszek postanowił zerwać z tradycją przyznawania honorowego tytułu Dżentelmena Jego Świątobliwości za zasługi dla Watykanu. Zwyczaj ten papież uważa za archaiczny, niepotrzebny i szkodliwy[111].
  - Papież Franciszek po raz pierwszy od swego wyboru zrezygnował z udziału w uroczystości, w której miał uczestniczyć. Papież miał uczestniczyć koncercie symfonicznym w Auli Pawła VI w Watykanie. Koncert orkiestry radia i telewizji RAI zorganizowano z okazji Roku Wiary[112].
- 23 czerwca
  - Papież Franciszek spotkał się ze Stowarzyszeniem śś. Piotra i Pawła. Ta istniejąca od ponad 40 lat organizacja zastąpiła dawne honorowe instytucje o korzeniach militarnych, które gromadziły świeckich rzymian pragnących w szczególny sposób służyć Stolicy Apostolskiej[113].
  - Papież Franciszek spotkał się na przystanku dworca kolejowego w Watykanie z pasażerami pociągu – 450-osobową grupę dzieci i ich opiekunów[114].
- 24 czerwca
  - Papież Franciszek we wspomnienie Narodzenia św. Jana Chrzciciela przyjął członków Międzynarodowego Komitetu Żydowskiego ds. Konsultacji Międzyreligijnych[115].
  - Papież Franciszek na specjalnej audiencji przyjął premiera Malty Josepha Muscata oraz argentyńskiego architekta i rzeźbiarza, a zarazem działacza społecznego, Adolfo Marię Pereza Esquivela[116][117].
  - Papież Franciszek ustanowił Papieską Komisję ds. Instytutu Dzieł Religijnych (IOR)[118].
- 28 czerwca
  - Papież Franciszek delegację Patriarchatu Ekumenicznego na uroczystość śś. Piotra i Pawła. W czasie spotkania papież przypomniał piękna tradycji wymiany oficjalnych delegacji między Konstantynopolem i Rzymem[119].
- 29 czerwca
  - Papież Franciszek odprawił w bazylice watykańskiej mszę św. w uroczystość św. św. Piotra i Pawła. W trakcie mszy Papież wręczył paliusze 34 arcybiskupom metropolitom, w tym arcybiskupowi metropolicie łódzkiemu, Markowi Jędraszewskiemu oraz arcybiskupowi metropolicie wrocławskiemu, Józefowi Kupnemu[120].
- 30 czerwca
  - Papież Franciszek przekazał przesłanie do uczestników litewskiego Szóstego Dnia Młodych. Trzydniowe (28–30 czerwca) spotkanie zorganizowano w Kownie pod hasłem „Nazwałem was przyjaciółmi”. W przesłaniu papież wskazał na to, że Sakramenty Eucharystii i Pojednania oraz wsłuchanie się w Słowo Boże to narzędzia, dzięki którym można wejść w przyjaźń z Jezusem[121].

### Lipiec
- 1 lipca
  - Papież Franciszek przewodniczył porannej mszy św. w kaplicy Domu Świętej Marty. Mszę z papieżem koncelebrowali kard. Kurt Koch i bp Brian Farrell, a uczestniczyli w niej pracownicy kierowanej przez nich Papieskiej Rady ds. Popierania Jedności Chrześcijan[122].
  - Watykan ogłosił, że papież Franciszek nie spotka się z wiernymi na audiencjach generalnych również w sierpniu. Audiencje ogólne Ojca Świętego będą kontynuowane od 4 września[123].
- 2 lipca
  - Franciszek ponownie odprawiał mszę św. w kaplicy Domu Świętej Marty, koncelebrowaną przez kard. Manuela Monteiro de Castro i abp Beniamino Stellę[124].
- 4 lipca
  - Papież Franciszek przyjął na audiencji premiera Włoch Enrico Letta. Ponadto papież przyjął na prywatnych audiencjach Giovanniego Alemanno oraz Ignazio Marino, byłego i aktualnego burmistrza Rzymu[125].
- 5 lipca
  - W Watykanie zaprezentowano pierwszą encyklikę papieża Franciszka – Lumen fidei[126].
  - Pierwszy wspólny udział w oficjalnej uroczystości papieża Franciszka oraz papieża emeryta Benedykta XVI. Okazją było odsłonięcie pomnika Michała Archanioła przed budynkiem gubernatoratu Państwa Watykańskiego[127].
  - Papież udzielił audiencji Prefektowi Kongregacji Spraw Kanonizacyjnych Angelo Amato. Papież zatwierdził dekret uznający cud dokonany po beatyfikacji bł. Jana Pawła II oraz podjął decyzję o zwołaniu konsystorza zwyczajnego w sprawie ustalenia daty kanonizacji bł. Jana Pawła II oraz bł. Jana XXIII[128].
- 6 lipca
  - Spotkanie papieża w Auli Pawła VI z seminarzystami, nowicjuszami i nowicjuszkami w ramach pierwszego dnia ich pielgrzymki do Rzymu z okazji Roku Wiary[129].
  - Franciszek udzielił audiencji prezydentowi Trynidadu i Tobago Anthony Carmonie[130].
  - Odbyło się spotkanie papieża z uczestnikami sesji zamykającej diecezjalny etap procesu beatyfikacyjnego kard. François Xaviera Nguyễn Văn Thuậna[131].
- 8 lipca
  - Franciszek odbył pierwszą wizytę apostolską na terenie Włoch. Celem podróży była wyspa Lampedusa[132].

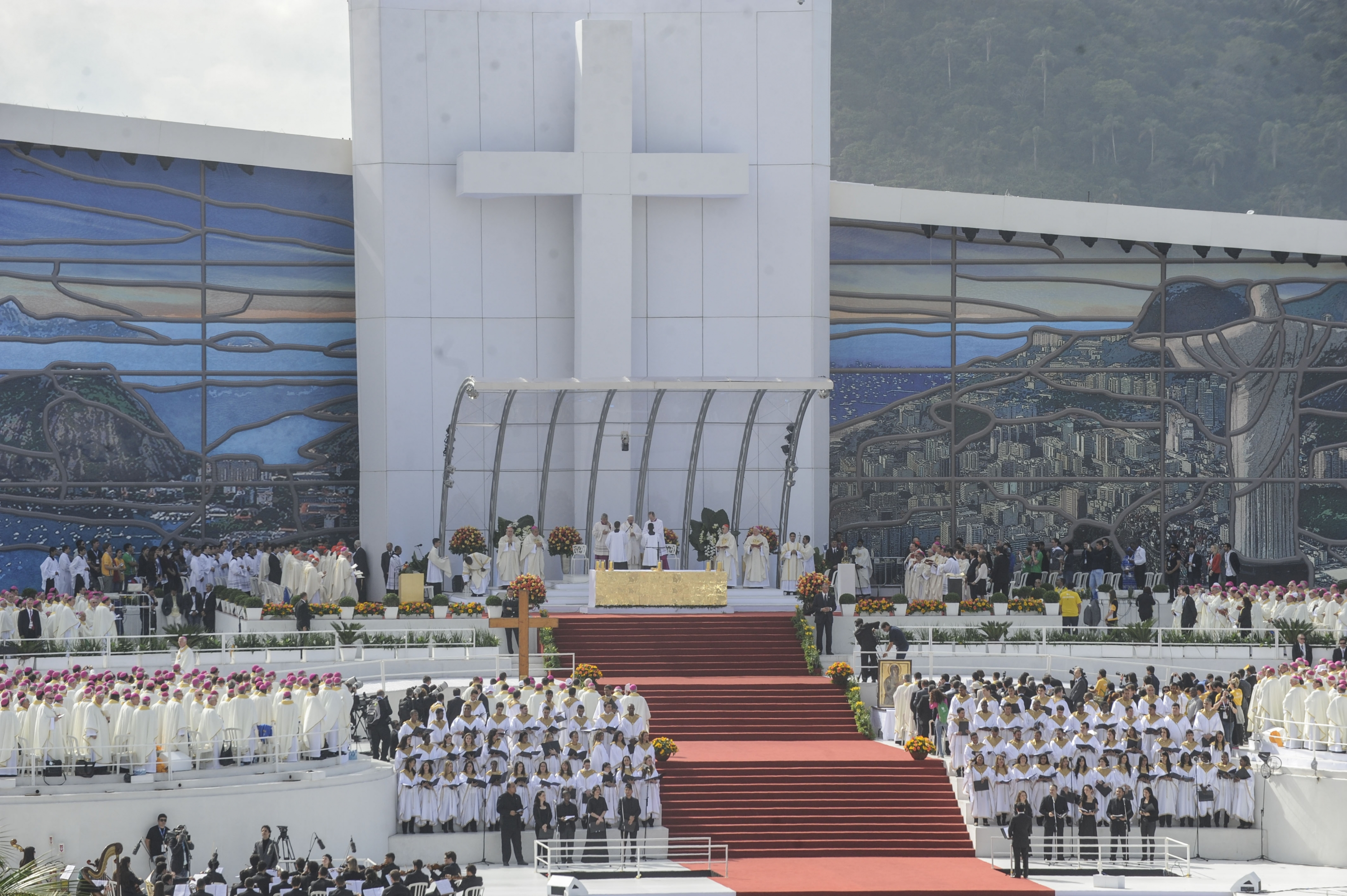
Msza święta na Copacabanie kończąca ŚDM (28.07.2013.).

  - Papież Franciszek odprawił mszę na włoskiej wyspie Lampedusa. Przybył on tam, by uczcić pamięć osób, które chcąc dostać się do Europy, utonęły w Morzu Śródziemnym, podczas homilii papież prosił Boga o wybaczenie obojętności na los imigrantów[133].
- 11 lipca
  - Papież Franciszek w dokumencie w formie motu proprio wprowadził na terenie Watykanu zmiany w zakresie karalności za przestępstwo pedofilii oraz czyny związane z produkcją, przechowywaniem oraz rozprowadzaniem materiałów zawierających treści pornograficzne. Za wyżej wymienione przestępstwa podniesiono maksymalny wymiar kary. Zmiany dotyczą jedynie osób będących pracownikami bądź obywatelami państwa Watykan[134].
- 13 lipca
  - Papież Franciszek udzielił wywiadu brazylijskiej sieci telewizyjnej. Odbył się on w ramach programu przygotowującego do wizyty Ojca Świętego w Brazylii[135].
- 19 lipca
  - Papież Franciszek powołał komisję do spraw struktury ekonomiczno-administracyjnej Stolicy Apostolskiej. Papieska komisja zajmie się zapowiadaną reorganizacją Kurii Rzymskiej, by uprościć jej funkcjonowanie i ograniczyć wydatki[136].

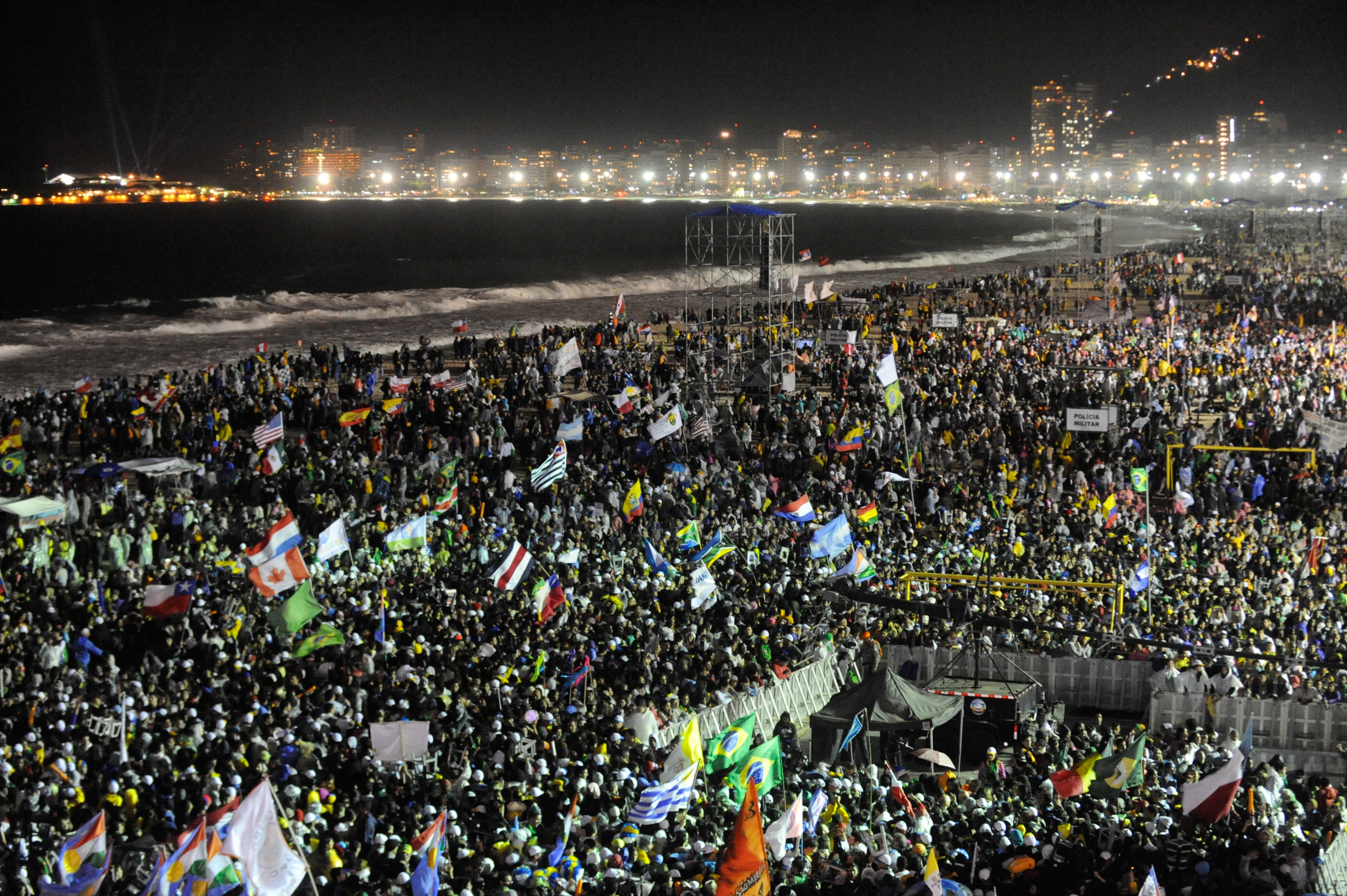
Tłumy uczestników ŚDM zgromadzonych na plaży Copacabana (25.07.2013.).

  - Papież Franciszek spotkał się z emerytowanym papieżem Benedyktem XVI, gdyż poprosił go o modlitwę w intencji swej podróży do Rio de Janeiro na Światowe Dni Młodzieży[137].
- 20 lipca
  - Papież Franciszek nieoczekiwanie udał się do rzymskiej bazyliki Matki Bożej Większej, gdzie modlił się w intencji swej podróży do Rio de Janeiro na Światowe Dni Młodzieży[138].

- 22 lipca

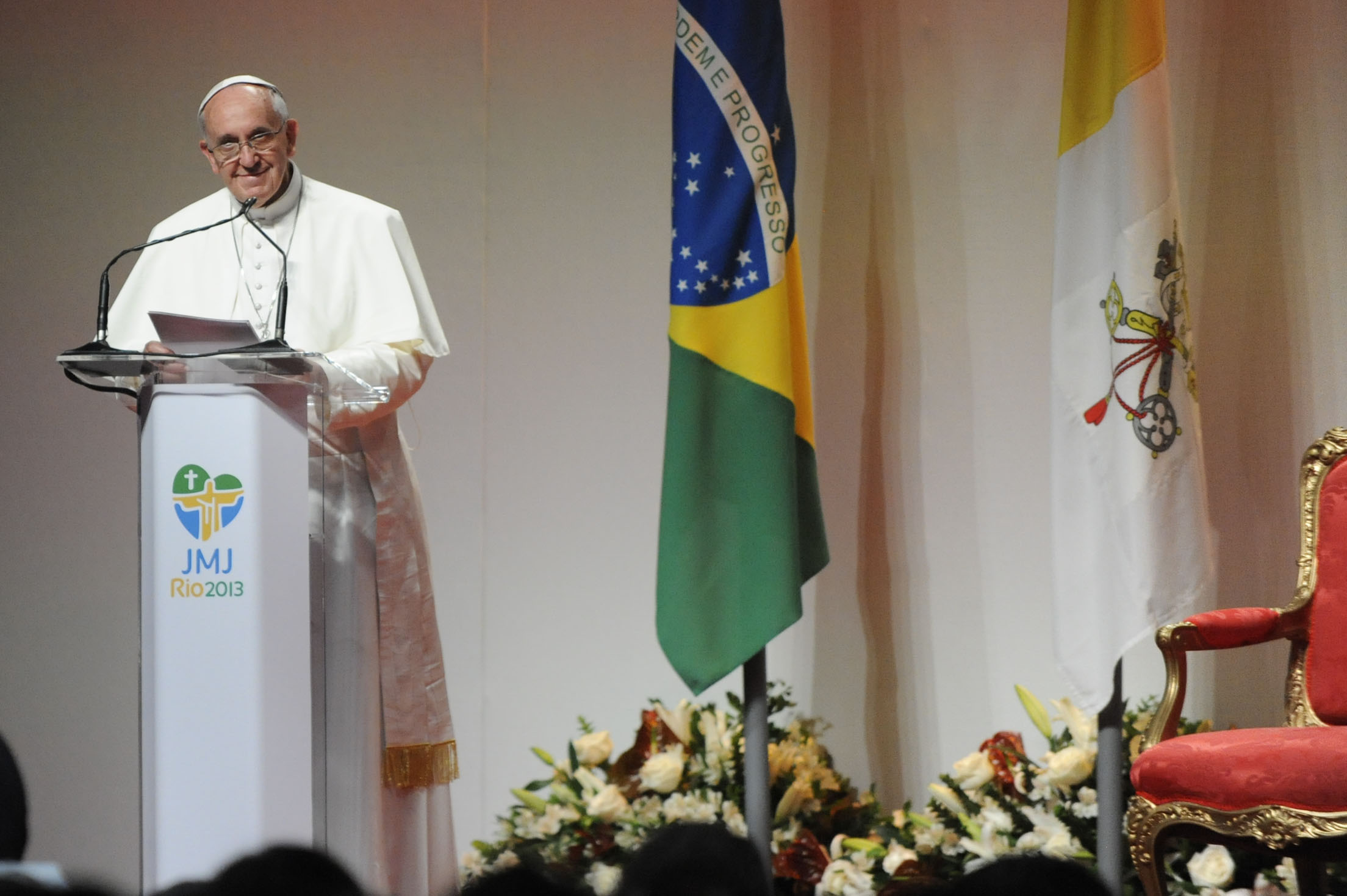
Papież Franciszek podczas przemówienia w ogrodach pałacu gubernatorskiego w Rio de Janeiro

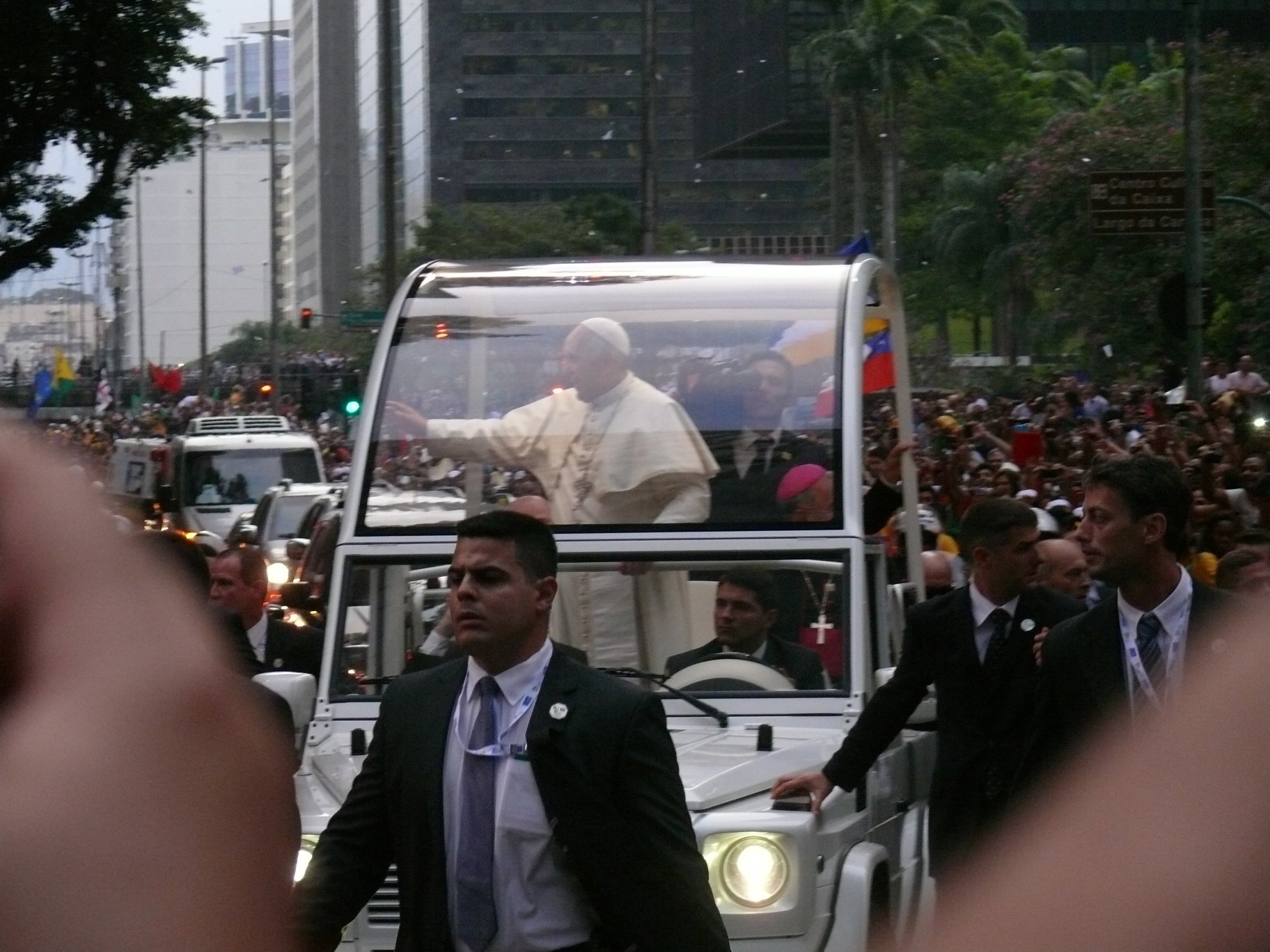
Franciszek pozdrawia tłumy mieszkańców Rio de Janeiro podczas Pielgrzymki do Brazylii w 2013 r.

  - Rozpoczęła się pierwsza podróż zagraniczna papieża Franciszka do Brazylii, gdzie będzie przewodniczył Światowym Dniom Młodzieży w Rio De Janeiro[139].
  - Papież Franciszek podczas uroczystości powitalnej w ogrodach pałacu gubernatorskiego w Rio de Janeiro podkreślił konieczność stworzenia dla młodzieży właściwych warunków duchowych i materialnych, niezbędnych dla jej rozwoju[140].
- 24 lipca
  - Papież Franciszek podczas trwającej podróży w Brazylii udał się do Aparacidy, gdzie odwiedził narodowe sanktuarium maryjne Brazylijczyków i odprawił tam mszę św. Podczas homilii zaapelował o ukazywanie i przekazywanie młodzieży wartości chrześcijańskich, budzących nadzieję i pozwalających budować jej życie na solidnym fundamencie, zaufanie Bogu i świadczenie radości spotkania z Chrystusem[141][142].

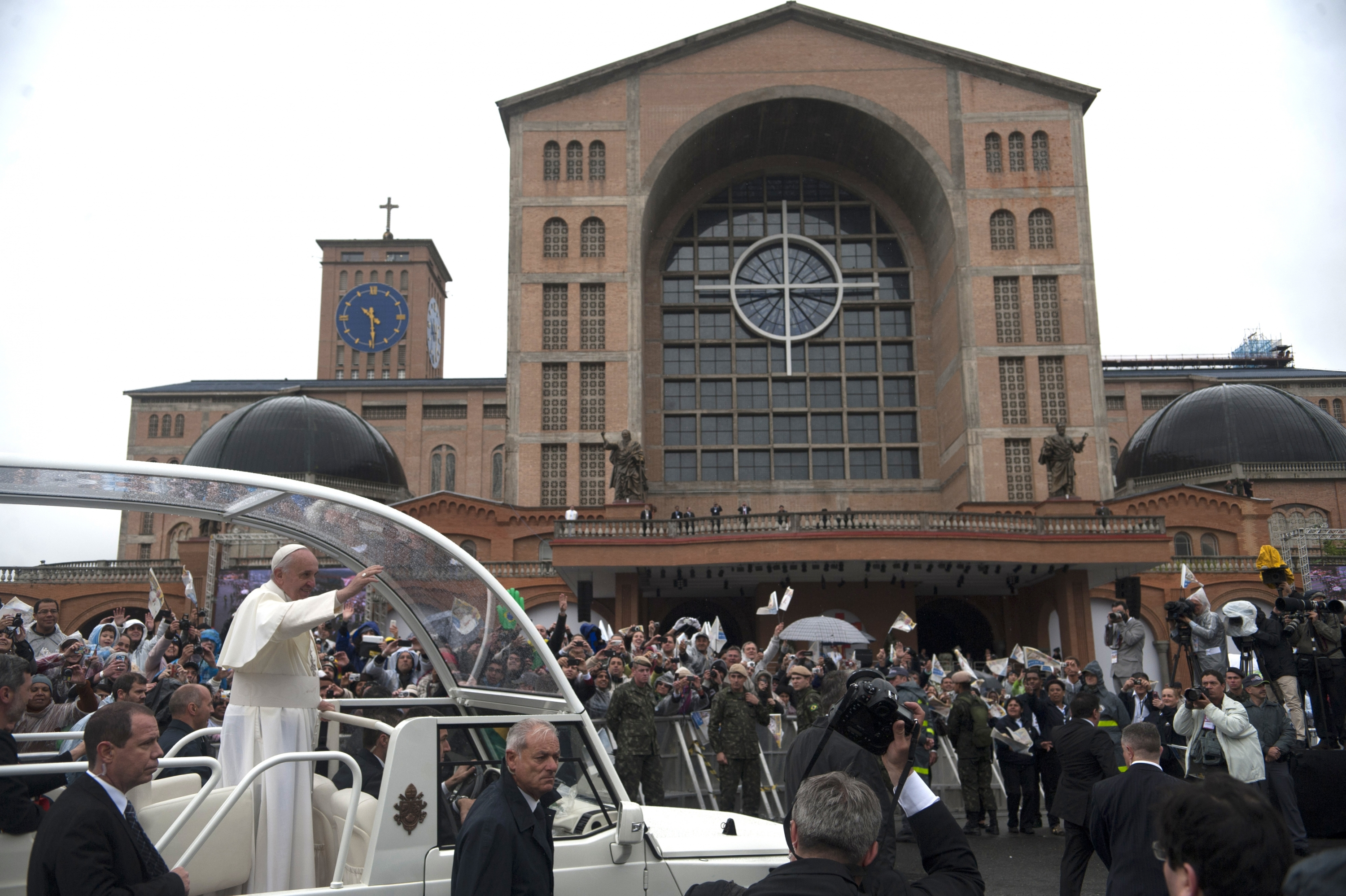
Papież Franciszek podczas wizyty w sanktuarium maryjnym Aparecida 24.07.2013.

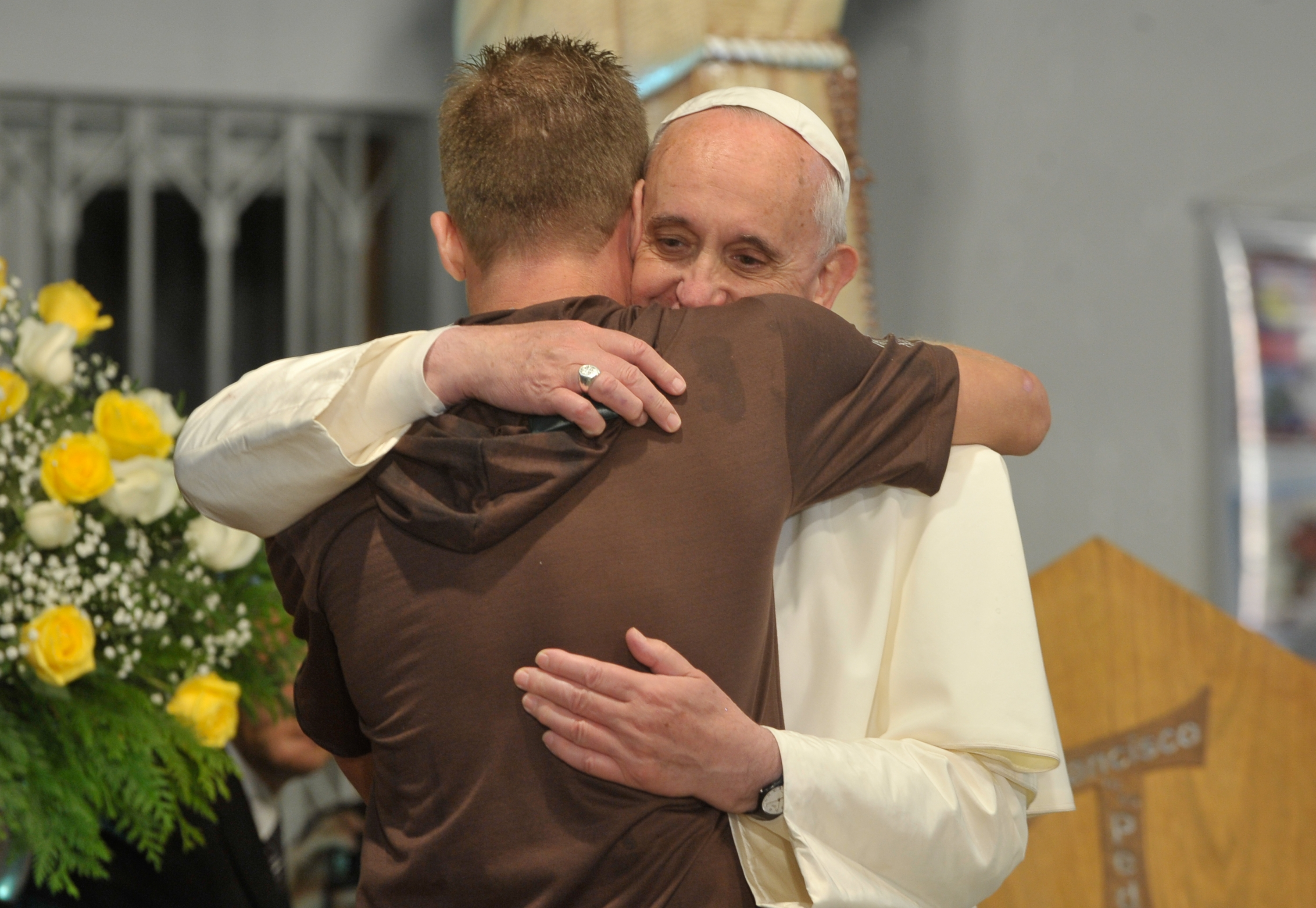
Papież Franciszek podczas spotkania z pacjentami Szpitala św. Franciszka z Asyżu przytula jednego z jego pacjentów.

- - Papież Franciszek udał się do Szpitala św. Franciszka z Asyżu w Rio de Janeiro, gdzie spotkał się z pacjentami. Podczas homilii skierowanych do uzależnionych wskazał, że trzeba wyciągnąć rękę i ukazać im, że choć wyjście z narkomanii nie jest łatwe, to jednak możliwe[143].
  - Ojciec święty zaapelował o modlitwę za ofiary katastrofy kolejowej pod Santiago de Compostela w Hiszpanii i w intencji ich rodzin[144].
- 25 lipca
  - Papież Franciszek otrzymał klucze Rio de Janeiro i pobłogosławił flagi olimpijskie na letnie igrzyska, jakie odbędą się w tym mieście w 2016 r. Uroczystość odbyła się w Palácio da Cidade (Pałacu Miasta), oficjalnej siedzibie prefekta (burmistrza) Rio de Janeiro[145].
  - Papież Franciszek udał się do faweli Varginha w Rio de Janeiro i spotkał się z mieszkańcami tej dzielnicy. Podczas homilii zaapelował o promowanie kultury solidarności i wskazał, że miarą wielkości społeczeństwa jest to, jak traktuje ono najbardziej potrzebujących[146].

- - Papież Franciszek spotkał się z młodzieżą na plaży Copacabana uroczyście rozpoczynając Światowe Dni Młodzieży. Podczas homilii powiedział, iż obecność Chrystusa w naszym życiu czyni je sensownym. Wcześniej jechał w otwartym papamobile pozdrawiając obecnych na plaży[147].
- 26 lipca
  - Papież Franciszek przybył do parku Quinta da Boa Vista, gdzie wyspowiadał 5 uczestników XXVIII Światowych Dni Młodzieży (3 z Brazylii, 1 z Włoch i 1 z Wenezueli). Zostali oni wylosowani według klucza językowego spośród chętnych, którzy wcześniej dokonali zapisu, a ich tożsamość nie zostanie ujawniona[148].
  - W rezydencji arcybiskupa Rio de Janeiro – pałacu św. Joachima – papież Franciszek spotkał się prywatnie z pięcioma młodymi więźniami[149].
  - Papież Franciszek spotkał się z młodzieżą na modlitwie Anioł Pański, którą odprawił z balkonu pałacu św. Joachima. Podczas rozważania papież stwierdził, iż dialog między pokoleniami jest skarbem, który należy zachowywać i strzec[150].
  - Papież Franciszek przewodniczył nabożeństwu drogi krzyżowej na plaży Copacabana w Rio de Janeiro. Podczas homilii na zakończenie nabożeństwa przypomniał, że błogosławiony Jan Paweł II powierzył krzyż młodym, mówiąc: «Ponieście go w świat jako znak miłości i głoście wszystkim, że tylko w Chrystusie umarłym i zmartwychwstałym jest ratunek i odkupienie»[151].
- 27 lipca
  - Papież Franciszek odprawił mszę św. w katedrze św. Sebastiana, sprawowaną z biskupami, którzy przybyli towarzysząc młodzieży na jej Światowy Dzień w Rio de Janeiro. Podczas homilii papież stwierdził iż powołaniem duchownych jest głoszenie Ewangelii, zwłaszcza ubogim i krzewienie kultury spotkania, będącej przeciwieństwem «kultury odrzucenia», zaś młodych zachęcił aby nie kierowali się jedynie skutecznością i pragmatyzmem.
  - W ramach Światowych Dni Młodzieży, papież Franciszek spotkał się z przedstawicielami świata polityki, kultury i przedsiębiorczości Brazylii w Teatrze Miejskim Rio de Janeiro. Podczas homilii zaapelował o docenieniu oryginalnej tradycji kulturowej swego narodu, kształtowanie relacji społecznych w oparciu o zasadę solidarności oraz rozwijanie dialogu oraz w przemówieniu podkreślił, że światło promieniujące z Ewangelii może służyć integralnemu rozwojowi tego wielkiego kraju oraz każdego z jego mieszkańców[152].
  - Papież Franciszek spotkał się w ramach Światowych Dni Młodzieży z młodzieżą na czuwaniu modlitewnym na plaży Copacabana. Podczas homilii Ojciec święty stwierdził iż Cywilizacja bardziej sprawiedliwa i braterska zaczyna się od przemiany serca, a serce każdego może się zmienić, jeśli zostanie dotknięte przez Chrystusa. Na czuwaniu zgromadziło się około 3 mln ludzi[153].
- 28 lipca

- - Papież Franciszek odprawił mszę św na plaży Copacabana w Rio de Janeiro kończącą XXVIII Światowe Dni Młodzieży w Rio. Podczas homilii papież zachęcał młodych do odważnego i hojnego świadczenia o Jezusie i Jego Ewangelii i podkreślał, że zadanie to będące nakazem Chrystusa wypełniać trzeba wraz z innymi osobami, przy wsparciu duszpasterzy. Po mszy św. odprawił modlitwę Anioł Pański. Podczas rozważania papież apelował do młodych: Jezus Chrystus na was liczy, Kościół na was liczy, papież na was liczy. Ojciec Święty ogłosił, że miejscem kolejnych obchodów ŚDM w 2016 roku będzie Kraków[154][155].
  - Papież Franciszek w Pawilonie 5 Centrum Kongresowego spotkał się z wolontariuszami posługującymi podczas XXVIII Światowych Dni Młodzieży w Rio de Janeiro. Podziękował im za wkład w to spotkanie i wezwał, by przeciwstawiali się kulturze promującej to, co przelotne i odważnego „płynięcia pod prąd”. Zachęcał do trwania w wielkoduszności wobec Boga i ludzi[156].

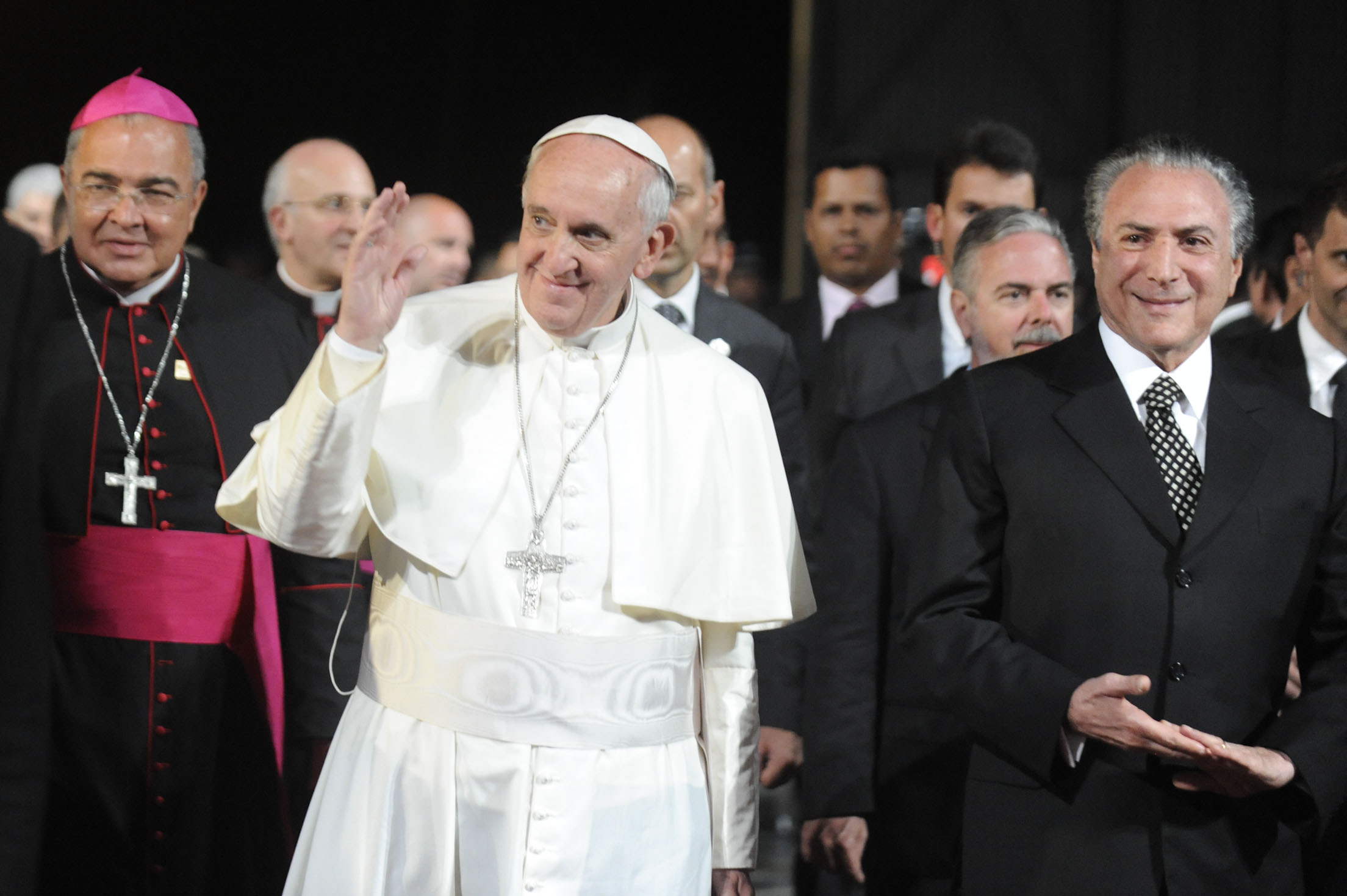
Papież Franciszek podczas ceremonii pożegnania na lotnisku Galeão w Rio de Janeiro – obok niego (po prawej) wiceprezydent Brazylii Michel Temer (po lewej) arcybiskup Rio de Janeiro Orani João Tempesta (28.07.2013).

- - Na międzynarodowym lotnisku Galeão w Rio de Janeiro odbyła się ceremonia pożegnania papieża Franciszka z udziałem wiceprezydenta Brazylii Michela Temera. Papież dziękował gospodarzom oraz uczestnikom XXVIII Światowych Dni Młodzieży i zapewniał, że wydarzenia i spotkania minionego tygodnia wpisały się na trwałe w jego pamięć i zamienią się w modlitwę[157][158].
- 29 lipca
  - Papież Franciszek powrócił do Rzymu ze swojej pierwszej podróży zagranicznej. Po jedenastu godzinach lotu z Rio de Janeiro samolot wylądował o godz. 11:30 na międzynarodowym lotnisku Ciampino w Rzymie[159].
- 30 lipca
  - Papież Franciszek złożył kondolencje rodzinom osób, które zginęły w wypadku drogowym w pobliżu Avellino w południowych Włoszech[160].
- 31 lipca
  - Papież Franciszek celebrował mszę świętą w rzymskim kościele del Gesù. Okazją do tego była przypadająca uroczystość św. Ignacego – święta patronalnego jezuitów. Podczas homilii papież podkreślił centralne znaczenie osoby Jezusa dla wszystkich jezuitów[161].

### Sierpień
- 2 sierpnia
  - Papież Franciszek napisał list do muzułmanów. List ten jest osobistym przesłaniem papieża skierowanym do wyznawców islamu[162][163].
- 3 sierpnia
  - Papież Franciszek mianował sekretarzem Papieskiej Komisji „Ecclesia Dei” dotychczasowego papieskiego jałmużnika, abp Guido Pozzo, a jego następcą mianował ks. prał. Konrada Krajewskiego, który pracuje w Urzędzie Papieskich Celebracji Liturgicznych i jest papieskim ceremoniarzem. Jednocześnie Ojciec święty wyniósł go do godności arcybiskupa tytularnego Benwentu w północnej Afryce[164].
- 6 sierpnia
  - Papież Franciszek został nagrodzony przez argentyńską telewizję za prowadzenie programu religijnego. Jako arcybiskup Buenos Aires prowadził on 32 odcinki programu „Biblia, diálogo vigente”. Był on emitowany w soboty 2012 r. w należącej do stołecznej archidiecezji stacji Canal 21[165].
  - Papież Franciszek modlił się przed grobem Pawła VI w grotach watykańskich, w związku z 35 rocznicą jego śmierci. Po modlitwie papież spotkał się z grupą młodzieży z Brescii, a więc tej włoskiej prowincji, skąd pochodził Paweł VI[166].
- 7 sierpnia
  - Papież Franciszek wygłosił orędzie do swoich rodaków zgromadzonych w sanktuarium w Liniers, na przedmieściach Buenos Aires uczestnicząc w dzień świętego Kajetana zmarłego w XVI wieku założyciela zakonu teatynów – czczony jest w Argentynie jako patron chleba i pracy, podczas homilii do Argentyńczyków zaapelował o czynne włączenie się w budowanie kultury spotkania[167].
- 8 lipca
  - W Watykanie opublikowano Motu proprio papieża Franciszka w sprawie zapobiegania i przeciwdziałania praniu pieniędzy, finansowaniu terroryzmu i upowszechnianiu broni masowego rażenia. Wśród decyzji Ojca Świętego znajduje się ustanowienie Komitetu Bezpieczeństwa Finansowego, którego celem jest koordynacja działalności kompetentnych władz Stolicy Apostolskiej i państwa Watykańskiego w tej dziedzinie[168].
- 12 sierpnia
  - Papież Franciszek napisał list do Prymasa Meksyku z okazji 200 rocznicy ukończenia budowy tamtejszej katedry, która jest obchodzona w uroczystość Wniebowzięcia Matki Bożej. W liście papież pisze, że jest to okazja do patrzenia w przeszłość, umacniania teraźniejszości i spoglądania ku przyszłość oraz prosi o modlitwę w jego intencji i żeby zachęcał innych do modlitwy w jego intencji[169].
- 13 sierpnia
  - Papież Franciszek spotkał się w Sali Klementyńskiej Pałacu Apostolskiego z piłkarzami Włoch i Argentyny i powiedział żeby pamiętali że są przede wszystkim ludźmi w sporcie i w życiu. Spotkanie miało związek z meczem towarzyskim który ma się odbyć na Stadionie Olimpijskim w Rzymie i ma być także wyrazem hołdu dla znanego ze swego zamiłowania do futbolu papieża Franciszka[170].
  - Watykan ogłosił, że w październiku papież Franciszek poświęci świat Niepokalanemu Sercu Maryi. Z tej okazji w Watykanie przebywać będzie figura Matki Bożej Różańcowej z kaplicy Objawień w sanktuarium maryjnym w Fatimie[171].
- 14 sierpnia
  - Papież Franciszek wystosował list do biskupa Concepción Armando José Maríi Rossiego OP z okazji 50-lecia istnienia tej diecezji. W tym liście papież zachęcił wiernych diecezji Concepción, by naśladowali Matkę Jezusa, która uczy adorowania i głoszenia Jezusa[172].
- 15 sierpnia
  - Papież Franciszek odwiedził Klasztor klarysek – franciszkańskie mniszki klauzurowe w Albano. W przemówieniu do klarysek papież powiedział, że jeżeli św. Piotr nie zawsze otwiera drzwi do raju grzesznikom, to Maryja, cierpiąc z tego powodu, otwiera je nocą, gdy nikt nie widzi i nie słyszy w ten sposób przedstawił rolę Matki Bożej i żeńskich zakonów kontemplacyjnych w Kościele[173].
  - Papież Franciszek celebrował mszę św przed Pałacem Apostolskim w Castel Gandolfo w uroczystość Wniebowzięcia Najświętszej Maryi Panny, podczas homilii papież zwrócił uwagę na rolę Maryi w dziejach zbawienia oraz w życiu Kościoła pielgrzymującego.Po uroczystej mszy św papież odprawił modlitwę Anioł Pański, gdzie podczas rozważania przed modlitwą zaapelował o pokoju w targanym konflikcie wewnętrznym Egipcie, nawiązał też do 25 rocznicy listu apostolskiego bł. Jana Pawła II „Mulieris dignitatem” Ojciec Święty wezwał do docenienia w Kościele roli kobiety[174][175].
- 17 sierpnia
  - Papież Franciszek napisał list do arcybiskupa Aparecidy kard. Raymundo Damasceno Assisa, gdzie znajduje się brazylijskie sanktuarium narodowe. Papież w liście do kardynała podkreślił, że Światowy Dzień Młodzieży w Rio de Janeiro „był niewątpliwie wydarzeniem, w którym Bóg obsypał łaskami Kościół w Brazylii” oraz kard. Bertone w imieniu papieża wystosował list do arcybiskupa Cebu na Filipinach, abp Jose Palmy w związku z katastrofą promu pasażerskiego. W liście Ojciec święty zapewnia o swojej modlitwie za ofiary również za ich rodziny[176][177].
- 19 sierpnia
  - Papież Franciszek w homilii podczas porannej mszy św w Domu św Marty ostro wypowiedział się o karierowiczach w Kościele nazywając ich „złodziejami i zbójami”, którzy „okradają Jezusa z chwały” i myślą tylko o zyskach dla siebie, stwierdził, że nie może być mowy o religii przypominającej handel oraz stwierdził że nie może być mowy o religii przypominającej handel[178].
  - Papież Franciszek napisał list do arcybiskupa Rio de Janeiro Oraniego João Tempesty w którym wyraził wdzięczność za gorące przyjęcie i świadectwo wiary podczas Światowego Dnia Młodzieży w Rio de Janeiro oraz zaznaczył, że owa wiara okazała się „o wiele mocniejsza od chłodu i deszczu”, jakich doświadczyli uczestnicy spotkania[179].
  - Papież Franciszek skierował przesłanie do uczestników IV Argentyńskiego Kongresu Misyjnego, który rozpoczął się on w San Fernando del Valle de Catamarca, stolicy diecezji Catamarca w przesłaniu papież zachęca do pójścia z orędziem Chrystusa na geograficzne i egzystencjalne peryferie oraz dziękuje Argentyńczykom za ich zaangażowanie apostolskie. Zachęca równocześnie do jeszcze większej misyjności[180].
- 20 sierpnia
  - Powołując się na słowa papieża Franciszka, prefekt Kongregacji Spraw Kanonizacyjnych, kardynał Angelo Amato ogłosił, że najbardziej prawdopodobną datą uroczystości kanonizacyjnych bł. Jana Pawła II i bł. Jana XXIII, którym przewodniczył będzie papież Franciszek, jest dzień 27 kwietnia 2014 roku. W tym dniu przypada Niedziela Miłosierdzia Bożego. Oficjalnie jednak data kanonizacji zostanie ogłoszona 30 września na konsystorzu w Watykanie pod przewodnictwem papieża Franciszka[181].
- 21 sierpnia
  - Papież Franciszek w swoim najnowszym wpisie na Twitterze napisał: „Doskonały program życia dla nas wszystkich: Błogosławieństwa i 25. rozdział Ewangelii św. Mateusza”[182].
  - Papież Franciszek skierował przesłanie do grupy wykładowców i uczniów Kolegium „Seibu Gauken Bunri Junior High School” z Tokio, których przyjął na Dziedzińcu św. Damazego Pałacu Apostolskiego w Watykanie w przemówieniu papież przypomniał, że spotkanie, wymiana poglądów i dialog, jeśli ich fundamentem jest umiarkowanie, to narzędzia poznania się i pokoju[183].
- 22 sierpnia
  - Papież Franciszek zatelefonował do domu 19-letniego studenta z Padwy. Przedstawiając się mówiąc: Mówi papież Franciszek, mówmy sobie na ty[184].
- 24 sierpnia
  - Papież Franciszek spotkał się z duszpasterzem argentyńskiej biedoty ks. José Marią di Paola, powszechnie znanym jako ojciec Pepe[185].
  - Papież Franciszek zatelefonował do kobiety zgwałconej przez policjanta, która napisała do papieża wcześniej e-maila i poskarżyła się na swój los[186].
- 26 sierpnia
  - Papież Franciszek przyjął na prywatnej audiencji w Domu św. Marty swego wikariusza dla diecezji rzymskiej, kard. Agostina Valliniego[187].
  - Papież Franciszek skierował list do burmistrza Rio de Janeiro. W liście tym papież prosi o zwrócenie szczególnej uwagi na ubogich mieszkańców leżącej na peryferiach Rio de Janeiro dzielnicy Guaratiba oraz przypomina, że dla mieszkańców Guaratiby już samo znalezienie pracy przy przygotowaniach Dnia Młodzieży było czymś bardzo ważnym. Prosi władze miasta, by o nich nadal nie zapomniały[188].
- 28 sierpnia
  - Papież Franciszek podczas porannej Eucharystii w kaplicy Domu Świętej Marty w której uczestniczyła grupa pracowników Radia Watykańskiego poprosił o modlitwę za kapłanów i biskupów, by nie ulegli pokusie pieniędzy i próżności, ale aby służyli Ludowi Bożemu oraz zauważył, że jeśli jakiś duchowny czy biskup ugania się za pieniędzmi, nie jest kochany przez ludzi – i to właśnie jest znakiem. Na dodatek sam dobrze nie kończy[189].
  - Papież spotkał się z grupą młodzieży z diecezji Piacenza w środkowych Włoszech, podczas spotkanie papież wezwał włoską młodzież do odważnego pójścia pod prąd oraz budowania świata na takich wartościach jak piękno, dobro i prawda. Było to jego pierwsze spotkanie z młodymi ludźmi od zakończonych przed miesiącem światowych dni młodzieży w Rio de Janeiro w Brazylii[190].
  - Papież Franciszek przewodniczył Eucharystii rozpoczynającej Kapitułę Generalną augustianów oraz wspomnienie liturgiczne św. Augustyna, Papież odprawił mszę w rzymskim kościele pod wezwaniem tego Ojca Kościoła, w którym znajduje się również grób jego matki, św. Moniki. W homilii Papież wskazał, że użyte przez Augustyna słowa „niespokojne serce” stawiają także przed nami wiele ważkich pytań. Najważniejsze, jak podkreślił, dotyczą niepokoju poszukiwań duchowych, spotkania z Bogiem i Miłości[191].
- 29 sierpnia
  - Papież Franciszek przyjął na audiencji króla Jordanii Abdullaha II. Podczas spotkania obaj wyrazili przekonanie, że konflikt w Syrii może zostać rozstrzygnięty tylko na drodze dialogu i negocjacji. Ich zdaniem starania te musi wspierać wspólnota międzynarodowa[192].
  - Papież Franciszek napisał list do zrozpaczonej babci zmarłego 14-latka. Nicolò Serroni dostał ataku serca, gdy grał w piłkę na plaży we włoskiej miejscowości Porto San Giorgio koło Fermo. Teonilde Cupelli napisała do Ojca Świętego dając wyraz swemu bólowi, szukając pocieszenia i zrozumienia tego, co się stało. W liście papież napisał o znaczeniu wiary w sytuacji cierpienia[193].
  - Sekretarz stanu Stolicy Apostolskiej przesłał w imieniu papieża Franciszka telegraficzne przesłanie w związku z obchodami w Korei Południowej Miesiąca Męczenników – wrzesień. Upamiętni on tych, którzy oddali życie za głoszenie Ewangelii na Półwyspie Koreańskim w czasach prześladowań[194].
- 30 sierpnia
  - Papież Franciszek na prywatnej audiencji przyjął grupę włoskich jezuitów i innych osób związanych z Fundacją Carla Marii Martiniego. Papież podzielił się wspomnieniami o kard. Martinim. Przypomniał jego wkład w słynną kongregację generalną jezuitów w 1974 r., na której z wielkim zaangażowaniem dyskutowano o relacji między wiarą i sprawiedliwością 31 sierpnia w pierwszą rocznicę śmierci kardynała i byłego arcybiskupa Mediolanu, ta inicjatywa nosząca jego imię oficjalnie zainauguruje działalność[195].
- 31 sierpnia
  - Papież Franciszek przyjął rezygnację kard. Tarcisio Bertone z posługi sekretarza stanu Stolicy Apostolskiej w związku z osiągnięciem przewidzianego prawem wieku, na nowego sekretarza powołał abp Pietra Parolina dotychczasowego nuncjusza apostolskiego w Wenezueli[196].
  - Papież Franciszek spotkał się z kierownictwem Sekretariatu stanu i przedstawicielami watykańskiej dyplomacji na naradzie w sprawie sytuacji w Syrii – ogłosił Watykan. Spotkanie odbyło się w związku z możliwością ataku sił USA na cele w Syrii[197].

### Wrzesień
- 2 września
  - Papież Franciszek po wakacyjnej przerwie podjął sprawowanie mszy św. z grupami wiernych i podczas porannej Eucharystii w Domu Świętej Marty stwierdzał, że tam, gdzie jest Bóg, nie ma nienawiści, zawiści i zazdrości. Nie ma też takich plotek, które uśmiercają braci[198].
  - Papież Franciszek przyjął prezesa Światowego Kongresu Żydów Ronalda S. Laudera. Rozmawiano m.in. o napiętej sytuacji w Syrii, potwierdzając wspólne zaangażowanie na rzecz przywrócenia pokoju. Potępiono także antychrześcijańskie ataki, do jakich dochodzi w Egipcie. Papież również przyjął kard. Godfrieda Dannelsa, emerytowanego arcybiskupa Mechelen-Brukseli oraz Héctora Negriego, przewodniczącego Sądu Najwyższego argentyńskiej prowincji Buenos Aires[199].
  - Papież Franciszek przyjął na audiencji prywatnej nowego ambasadora Czarnogóry Veselina Šukovića, który złożył listy uwierzytelniające[200].
- 3 września
  - Rzecznik Watykanu ksiądz Federico Lombardi zdementował we wtorek informacje podane w komunikacie Światowego Kongresu Żydów, jakoby papież Franciszek polecił kardynałowi Kurtowi Kochowi wyjaśnić sprawę zakazu uboju rytualnego w Polsce[201].
- 4 września
  - Papież Franciszek po audiencji ogólnej spotkał się z kapitanami regentami Republiki San Marino, głównym celem rozmowy była napięta sytuacja na Bliskim Wschodzie[202].
- 5 września
  - Papież Franciszek wystosował list do prezydenta Rosji Władimira Putina, w którym zaapelował go jako gospodarza rozpoczynającego się szczytu G20 o znalezienie pokojowego rozwiązania sytuacji w Syrii[203].
  - Papież Franciszek na specjalnej audiencji przyjął zwierzchnika ortodoksyjnego Kościoła malankarskiego w Indiach katolikosa Morana Baseliosa Marthomę Paulose’a II. Wraz z delegacją swojej wspólnoty, która odwołuje się do tradycji apostoła Tomasza, przybył on do Rzymu z pielgrzymką do grobu apostoła Piotra[204].
  - Papież Franciszek skierował przesłanie do członków Zakonu Braci Najświętszej Maryi Panny z Góry Karmel, zgromadzonym na kapitule generalnej (2–21 września), gdzie w tym przesłaniu papież wskazał trzy kierunki:życie w posłuszeństwie Chrystusowi, modlitwa i misja oraz podkreślił, że współczesny świat, który tak często odrzuca i nie uznaje Chrystusa, bardzo potrzebuje przykładu życia prawdziwych świadków, w tym świadectwa życia kontemplacyjnego karmelitów[205].
- 6 września
  - Papież Franciszek przyjął na audiencji prezydenta Boliwii Juana Evo Moralesa Aymy. Podczas spotkania mówiono o znaczeniu dobrych relacji między Kościołem a państwem[206].
- 7 września
  - Papież Franciszek przyjął nowego ambasadora Republiki Słowackiej przy Stolicy Apostolskiej Petera Sopko, który złożył listy uwierzytelniające. Jest on piątym przedstawicielem swej ojczyzny przy Watykanie[207].
  - Papież Franciszek zadzwonił do 35-letniej ciężarnej rzymianki, która będzie samotną matką. Chwycił za telefon, gdy napisała do niego w liście, że została porzucona przez partnera, bo nie chciał mieć dziecka. W rozmowie papież powiedział:Ochrzczę twoje dziecko[208].
  - Papież Franciszek przewodniczył w czuwaniu w dniu Postu i modlitwy w intencji pokoju w Syrii, na Bliskim Wschodzie i na całym świecie. Podczas przemówienia na placu św. Piotra papież mówił, że wszyscy pragną życia w zgodzie i w harmonii. „Lecz zamiast tego jest przemoc, podział, konflikt, wojna” oraz zaapelował o przebaczenie, pojednanie i dialog w Syrii, na Bliskim Wschodzie, na całym świecie, o żarliwą modlitwę w intencji pokoju, a także przemianę serc, aby wszyscy stali się ludźmi pojednania i pokoju.Podczas tego czuwania zgromadziło się tysiące wiernych, rzymian i turystów, w tym obywatele Syrii. Licznie przybyli członkowie Kolegium Kardynalskiego[209][210].
- 9 września
  - Papież Franciszek przyjął nowego ambasadora Polski przy Stolicy Apostolskiej Piotra Nowinę-Konopkę, który złożył listy uwierzytelniające oraz Salvatora Martineza, przewodniczącego włoskiej Odnowy w Duchu Świętym, z którym w czasie rozmowy przypomniano papieskie spotkanie z ruchami w uroczystość Zesłania Ducha Świętego[211][212].
- 10 września
  - Papież Franciszek spotkał się z 30 szefami wszystkich najważniejszych watykańskich urzędów, rad i kongregacji, podczas trzygodzinnej narady papież wysłuchał opinii, uwag i rad swych współpracowników[213].
  - Papież Franciszek spotkał się z uchodźcami w Centrum Astalli. Ośrodek ten, położony w centrum Rzymu, tuż obok placu Weneckiego, to siedziba Jezuickiej Służby Uchodźcom, podczas wizyty papież mówił, że ośrodki dla migrantów i uchodźców przypominają nam o cierpieniu ludzkości. Pokazują też jednak, że można coś dla nich zrobić[214][215].
- 11 września
  - Papież Franciszek po audiencji przyjął Christiana Bahoo – mieszkającego w Wiedniu kuzyna i chrześniaka metropolity Grzegorza, który w kwietniu razem z innym hierarchą prawosławnym został uprowadzony i do dzisiaj nie jest znany jego los[216].
  - Papież Franciszek napisał list do dr Eugenio Scalfari, jednego z założycieli lewicowego dziennika La Repubblica, który na łamach tej gazety umieścił refleksje związane z encykliką Lumen fidei, a wcześniej skierował osobisty list do Ojca Świętego. Cały tekst ukazał się na łamach dzisiejszego wydania La Repubblica. Scalfari deklaruje się jako osoba niewierząca. W liście tym Ojciec Święty napisał, że jest przekonany, że katolicy i ateiści powinni dążyć do konstruktywnego dialogu, rozpoczętego przez Sobór watykański II[217].
- 12 września
  - Papież Franciszek napisał list do włoskich katolików w związku z rozpoczętym w Turynie Tygodniem Społecznym. Jego tematem jest rodzina jako nadzieja i przyszłość włoskiego społeczeństwa. W liście tym Papież pisze, że nie wolno ignorować cierpień tak wielu rodzin, wynikających z braku pracy, problemów mieszkaniowych czy faktycznej niemożliwości wychowywania swych dzieci zgodnie z własnymi przekonaniami[218].
  - Papież Franciszek przyjął na audiencji premiera Tajlandii Yingluck Shinawatrę, w czasie rozmów zwrócono uwagę na dobre relacje łączące Tajlandię ze Stolicą Apostolską, a także na współpracę państwo-Kościół, szczególnie na polu edukacji i pomocy społecznej.Podczas spotkania Premier Tajlandii zaprosiła Papieża do odwiedzenia tego kraju[219][220].
- 13 września
  - Mija pół roku od wyboru Franciszka na Papieża. W tym dniu wielu osób ocenia, że jego pontyfikat mija pod znakiem nowości i dynamicznych zmian w życiu Watykanu i całego Kościoła. To papież całkowicie niezależny i samodzielny, z bardzo precyzyjną wizją swej posługi[221].
  - Papież Franciszek w Auli Pawła VI przyjął 3,5 tys. członków Zakonu Rycerskiego Grobu Bożego w Jerozolimie, zwanego w Polsce bożogrobcami. Przybyli oni do Rzymu w pielgrzymce z okazji Roku Wiary i skierował do nich słowo mówiąc Niech Pan wam pomoże, byście byli zawsze przekonanymi i szczerymi ambasadorami pokoju i miłości między braćmi[222].
  - Papież Franciszek przyjął na audiencji prywatnej w ramach trwającego od kilku dni cyklu spotkań z szefami nowych wspólnot i ruchów w Kościele Marię Voce, przewodniczącą Ruchu Focolari, gdzie powiedział do niej bu nie zapominali o uśmiechu, który stanowi wizytówkę waszego ruchu[223].
- 14 września
  - Papież Franciszek przewodniczył Eucharystii, sprawowanej w święto Podwyższenia Krzyża Świętego w Domu Świętej Marty, podczas homilii papież powiedział, że tajemnica krzyża jest dla człowieka wielkim misterium i można się do niej zbliżyć jedynie przez modlitwę i łzy oraz podkreślił, że w tajemnicy krzyża odnajdujemy dzieje człowieka i dzieje Boga. Ojcowie Kościoła streszczali je porównując przedstawione w Księdze Rodzaju drzewo poznania dobra i zła oraz drzewo Chrystusowego krzyża[224].
- 16 września
  - Papież Franciszek w katedrze Wiecznego Miasta, czyli bazylice św. Jana na Lateranie spotkał się z duchowieństwem diecezji rzymskiej, podczas spotkania papież powiedział do nich że Kościół potrzebuje duszpasterskiego nawrócenia i odważnej kreatywności i zaapelował do proboszczów, by nie prosili wiernych o pieniądze za sakramenty. „Jeśli ludzie widzą interes ekonomiczny, oddalają się od Kościoła”[225][226].
- 17 września
  - Papież Franciszek niespodziewanie uczestniczył w Uroczystości w bazylice św. Piotra, w której odbyła się sakra mianowanego przez papieża jałmużnika papieskiego Konrada Krajewskiego. W liturgii wzięło udział kilkudziesięciu kardynałów i biskupów oraz kilkuset księży[227].

- 19 września

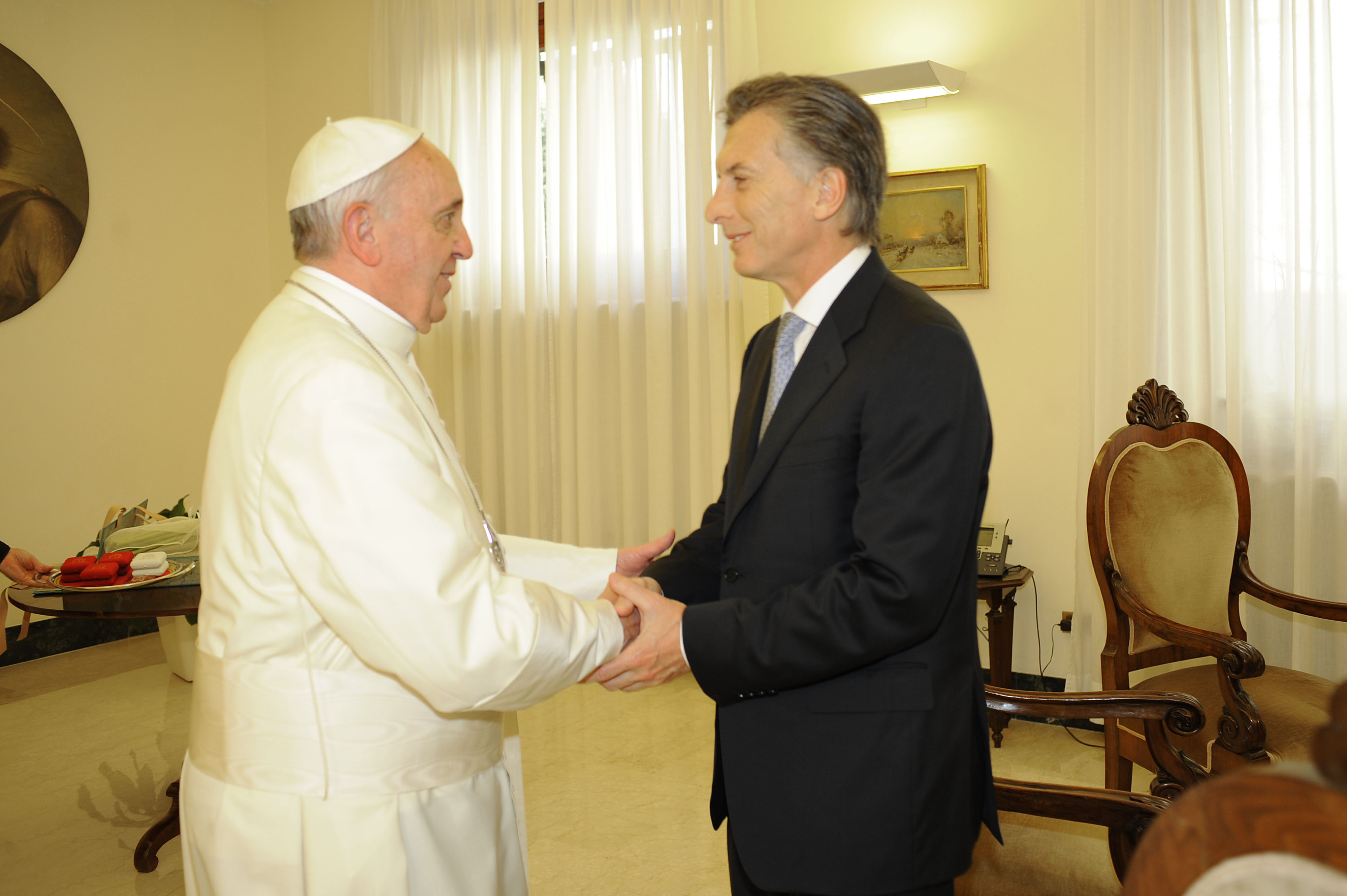
Papież Franciszek z burmistrzem Buenos Aires Mauricio Macri

  - Papież Franciszek przestrzegł biskupów przed pokusą karierowiczostwa i „mentalności książąt”. Nie możecie być „biskupami lotniskowymi” podróżującymi po świecie – mówił podczas spotkania z mianowanymi ostatnio hierarchami, którzy goszczą w Watykanie[228].
  - Papież Franciszek przyjął na specjalnej audiencji Premiera Litwy Algirdasa Butkevičiusa, która w tym półroczu sprawuje prezydencję w Unii Europejskiej. Podczas spotkania rozmawiali o potrzebie zapewnienia pokoju na Bliskim Wschodzie, a szczególnie w Syrii oraz wyrazili przekonanie, że pierwszeństwo trzeba dać „politycznemu rozwiązaniu kryzysu poprzez dialog i negocjacje”[229].
  - Papież Franciszek skierował list do wielkiego imama kairskiego uniwersytetu al-Azhar Ahmada al-Tajjeba. W liście tym papież zapewnia o szacunku Watykanu do islamu i muzułmanów oraz o pragnieniu podejmowania wszelkich wysiłków na rzecz wzajemnego zrozumienia między nimi a chrześcijanami[230].
- 20 września
  - Papież Franciszek przyjął na osobnych audiencjach dwóch prezydentów: Węgier – János Ádera i Hondurasu – Porfirio Lobo. Rozmowa z prezydentem Węgier dotyczyła o dramatycznej sytuacji na Syrii, zaś z prezydentem Hondurasu o cennym wkładzie Kościoła w życie kraju, szczególnie w dziedzinie w edukacji i służby zdrowia, a także działalności charytatywnej[231].
  - Papież Franciszek w Sali Klementyńskiej Pałacu Apostolskiego przyjął uczestników spotkania Międzynarodowej Federacji Stowarzyszeń Lekarzy Katolickich (FIAMC) z jej przewodniczącym dr. José Marią Simonem Castellví na czele i wezwał lekarzy katolickich do obrony życia, zwłaszcza osób najsłabszych fizycznie i społecznie, oraz do świadczenie i szerzenia „kultury życia”[232].
- 21 września
  - Papież Franciszek dokonał ważnej zmiany personalnej w Kurii Rzymskiej. Nowym prefektem Kongregacji do spraw Duchowieństwa został mianowany arcybiskup Beniamino Stella, dotychczasowy rektor Akademii Kościelnej kształcącej watykańskich dyplomatów, zastąpi Mauro Piacenzę, który obejmie Penitencjarię Apostolską[233].
  - Papież Franciszek przyjął na audiencji uczestników zgromadzenia Papieskiej Rady do spraw Komunikacji Społecznej i skierował do nich przesłanie w którym zwrócił uwagę na potrzebę „większej obecności Kościoła w świecie środków przekazu”, aby w ten sposób móc lepiej rozumieć „oczekiwania, wątpliwości i nadzieje” współczesnych oraz zachęcił zebranych do szerszego korzystania z nowych technologii medialnych, ale jednocześnie podkreślił, że ważna jest treść przekazu nie zaś „uzyskanie nowoczesnych technologii, chociaż są one potrzebne do aktualnej i znaczącej obecności Kościoła”[234].
- 22 września
  - Papież Franciszek rozpoczął swoją kolejną podróż apostolską na terenie Włoch. Celem podróży była Sardynia[235].
  - Papież Franciszek spotkał się z ludźmi pracy w Cagliari. Rozpoczęły je wystąpienia ich reprezentantów, którzy mówili o kryzysie i bezrobociu, po wstąpieniu reprezentantów papież wezwał ludzi świata pracy do walki z kultem pieniądza i „pozbawionym etyki” systemem, który czyni z niego „bożka” oraz powiedział, że praca to godność, to chleb i miłowanie innych[236][237].
  - Papież Franciszek podczas pobytu w sanktuarium Matki Bożej z Bonaria w Cagliari przed mszą św. zawierzył mieszkańców miasta i Sardynii opiece ich Patronki. Następnie przy śpiewie hymnu do Najświętszej Maryi Panny złożył kwiaty u stóp Jej łaskami słynącego posągu maryjnego i okadził go[238].
  - Papież Franciszek odprawił eucharystię na placu przed sanktuarium Matki Bożej z Bonaria w Cagliari, gdzie podczas homilii papież życzył mieszkańcom Sardynii niech pełne miłości macierzyńskie spojrzenie Maryi nauczy nas braterskiego spoglądania na siebie nawzajem. Po mszy św odprawił popołudniową modlitwę Anioł Pański[239].
  - Papież Franciszek spotkał się w katedrze w Cagliari z chorymi i więźniami, gdzie podczas spotkania papież powiedział do nich że czują się kochani przez Pana i tak wiele dobrych osób, które swymi modlitwami i dziełami pomagają wam znaleźć ulgę w cierpieniach bliźniego[240].
  - Papież Franciszek spotkał się z przedstawicielami sardyńskiego świata kultury i nauki, gdzie podczas tego spotkania papież powiedział, że cywilizacja zachodnia przeżywa dziś kryzys podobny do tego, przez który przeszli uczniowie uciekający po śmierci Jezusa do Emaus[241].
  - Papież Franciszek na koniec swojej wizyty spotkał się z młodzieżą, która bardzo licznie wypełniła plac Carlo Felice w Cagliari i zgotowała Ojcu Świętemu gorącą owację i podczas spotkania papież ostrzegł ich żeby nie byli „handlarzami śmierci”, tymi, którzy sprzedają śmierć, wykorzystując to, że ludzie są smutni, nie mają nadziei ani zaufania[242].
- 24 września
  - Papież Franciszek wystosował orędzie w okazji 100. Światowego Dnia Migranta i Uchodźcy, który będzie obchodzony 19 stycznia 2014. W tym orędziu zaapelował by nie tracić nadziei, że i dla nich jest przeznaczona bezpieczniejsza przyszłość, że na swoich drogach mogą spotkać wyciągniętą dłoń, że dane im będzie doświadczyć braterskiej solidarności i ciepła przyjaźni[243].
- 26 września
  - Papież Franciszek przyjął na audiencji prywatnej czteroosobowe prezydium wenezuelskiego episkopatu. Jego przewodniczącym jest abp Diego Padrón, metropolita Cumaná[244].
- 27 września
  - Papież Franciszek przyjął na audiencji prywatnej prawosławnego patriarchę antiocheńskiego Jana X, sprawującego swój urząd od grudnia 2012. Było to ich pierwsze spotkanie od czasu, gdy zostali wybrani. Patriarcha jest bratem metropolity Aleppo – Pawła (Bulosa), jednego z dwóch hierarchów chrześcijańskich z tego miasta, uprowadzonych przez ekstremistów islamskich w kwietniu 2013[245].
  - Papież Franciszek w Auli Pawła VI przyjął uczestników Międzynarodowego Kongresu Katechetycznego. Stanowi on wprowadzenie do rozpoczynających się Dni Katechetów w ramach obchodów Roku Wiary, gdzie podczas spotkania papież powiedział, że katecheza jest filarem wychowania w wierze. Potrzebujemy dobrych katechetów oraz przekonywał, że „wychowywanie w wierze jest piękne, chociaż niekiedy może być trudne, wymaga wiele pracy i mimo wielkiego zaangażowania nie widać pożądanych rezultatów”[246].
  - Papież Franciszek ukarał byłego biskupa pomocniczego peruwiańskiej diecezji Ayacucho, 53-letniego Gabino Mirandę Melgarejo za nadużycia seksualne o charakterze pedofilskim wydaleniem ze stanu kapłańskiego[247].
- 28 września
  - Papież Franciszek odprawił mszę w Ogrodach Watykańskich w której uczestniczyli funkcjonariusze watykańskiej żandarmerii i podczas homilii papież powiedział, że plotkowanie musi być w Watykanie “zakazanym językiem”, bo to dzieło diabła, przed którym trzeba się bronić. To język, który wyrządza zło oraz zaapelował do uczestników mszy by bronili Watykanu także przed plotkami[248].
- 29 września
  - Papież Franciszek na placu św. Piotra przewodniczył Eucharystii dla uczestników Międzynarodowego Kongresu Katechetycznego oraz nauczycieli religii z okazji rozpoczętych Dni Katechetów, wpisujących się w obchody Roku Wiary, gdzie podczas homilii papież przypomniał, że „Katecheta chrześcijaninem, który niesie w sobie pamięć o Bogu, daje się prowadzić pamięcią Boga w całym swoim życiu i umie ją rozbudzić w sercach innych” oraz przestrzegł przed „spoczęciem na laurach, wygodnictwem, światowością w życiu i w sercu, stawiania w centrum dobrobytu”. Po eucharystii papież odprawił modlitwę Anioł Pański i podczas rozważania przed modlitwą pozdrowił katechetów z całego świata i zachęcił do modlitwy o pokój w Syrii i na Bliskim Wschodzie[249][250].
- 30 września
  - Papież Franciszek przewodniczył konsystorzowi, w której wzięli udział kardynałowie z Rzymu i z innych krajów, wśród nich kardynał Stanisław Dziwisz na którym ustalił dzień 27 kwietnia 2014 jako dzień kanonizacji bł. Jana Pawła II i bł. Jana XXIII[251][252].
  - Papież Franciszek ustanowił formalnie „Radę Kardynałów”, która ma go wspomagać w zarządzaniu Kościołem powszechnym i przestudiować projekt reformy Kurii Rzymskiej. Mimo że nominacje członków tej grupy Ojciec Święty ogłosił miesiąc po wyborze, to został opublikowany jego osobisty dokument w tej sprawie[253].
  - Papież Franciszek wezwał do przywódców religijnych oraz przedstawicieli świata polityki i kultury uczestniczących w spotkaniu „Religie dla pokoju” by mówili z mocą, wszyscy, nieustannie, że nie może być żadnego religijnego uzasadnienia dla przemocy oraz wezwał też do modlitwy o pokój na świecie, w Syrii, na Bliskim Wschodzie i w tylu innych krajach, aby nadzieja ogarnęła także tych wszystkich, którzy cierpią z powodu wojen, a zwłaszcza młodzież, która niepokoi się o swą przyszłość. To doroczne zgromadzenie, organizowane przez Wspólnotę św. Idziego, odbywa się w tym roku w Rzymie[254].

### Październik
- 1 października
  - Papież Franciszek rozpoczął tajną naradę z ośmioma kardynałami-doradcami. Celem posiedzenia rady, ukonstytuowanej dzień wcześniej na mocy papieskiego dokumentu, jest przygotowanie wielkiej reformy Kurii Rzymskiej (rządu Kościoła). Narada ta obraduje w prywatnej bibliotece pustego apartamentu papieskiego. Rada kardynałów, reprezentujących pięć kontynentów, jest pierwszym takim formalnym, gremium w historii papiestwa[255].
  - Papież Franciszek przyjął dymisję złożoną przez biskupa diecezji Waterford i Lismore w Irlandii, Williama Lee. Przed trzema laty oskarżono hierarchę o to, że zwlekał z zawiadomieniem policji o przypadkach pedofilii w swej diecezji[256].
- 2 października
  - Papież Franciszek zatelefonował do założyciela znanego na całym świecie ruchu Slow Food, Carlo Petriniego. Podczas rozmowy telefonicznej papież pogratulował mu działalności i pracy, jaką wykonuje[257].
- 3 października
  - Papież Franciszek przyjął na audiencji uczestników spotkania zorganizowanego przez Papieską Radę „Iustitia et Pax” z okazji 50. rocznicy encykliki Jana XXIII Pacem in terris, gdzie podczas przemówienia papież powiedział, że «Pacem in terris» wytycza linię, która wychodząc od pokoju, który trzeba zbudować w sercach ludzi zmierza do przemyślenia naszego modelu rozwoju i działania na wszystkich szczeblach, aby nasz świat był światem pokoju oraz wyraził ból związku z tragedią która zdarzyła się u brzegów włoskiej wyspy Lampedusa, w której zginęły co najmniej 82 osoby, mówiąc, że ta tragedia jest hańbą, która nigdy nie może się powtórzyć[258][259].
- 4 października
  - Papież Franciszek rozpoczął swoją kolejną podróż na terenie Włoch, gdzie odwiedził miasto swojego patrona pontyfikalnego Asyż. Jego wizyta rozpoczęła się od odwiedzin Instytutu Serafickiego, ośrodka rehabilitacyjnego dla dzieci i młodzieży[260].
  - Papież Franciszek w sali obnażenia z szat w siedzibie biskupa Asyżu spotkał się z osobami ubogimi, gdzie podczas przemówienia stwierdził, że trzeba prosić dla nich wszystkich o łaskę ogołocenia się z ducha świata, który jest trądem, rakiem społeczeństwa i nieprzyjacielem Jezusa[261].
  - Papież Franciszek odprawił eucharystię na placu przed świątynią i podczas homilii zaapelował o pokój w Ziemi Świętej, w Syrii, na całym Bliskim Wschodzie, na całym świecie i powiedział: ”Zwracamy się do Ciebie, Franciszku i prosimy: wyjednaj nam u Boga dar, żeby w naszym świecie nastała zgoda i pokój”[262].
  - Papież Franciszek spotkał się w katedrze świętego Rufina, w której zostali ochrzczeni święty Franciszek i święta Klara, z duchowieństwem oraz mieszkańcami Asyżu, gdzie podczas przemówienia powiedział, że idealny proboszcz tak dobrze zna swych parafian, że pamięta nawet imiona ich psów oraz przestrzegł księży przed głoszeniem nudnych kazań, a małżonkom radził: kłóćcie się, rzucajcie talerzami, ale musicie się godzić[263].
  - Papież Franciszek spotkał się z siostrami klaryskami w bazylice św. Klary, gdzie złożył biało-żółte kwiaty i pomodlił się w ciszy przy grobie św. Klary. Podczas przemówienia papież zwrócił uwagę na znaczenie radości, wypływającej z kontemplacji ukrzyżowanego Jezusa i troski o życie wspólnotowe[264].
  - Papież Franciszek w ostatnim punkcie swojej wizyty spotkał się z młodzieżą na placu przed bazyliką św. Franciszka w Asyżu, gdzie podczas homilii wezwał do dochowania wierności powołaniu do małżeństwa bądź do życia konsekrowanego oraz przypomniał o potrzebie oparcia się na Ewangelii w działalności społecznej i w życiu codziennym[265].
- 5 października
  - Papież Franciszek spotkał się z jezuitą, księdzem Franzem Jalicsem, który był prześladowany przez reżim w Argentynie na przełomie lat 70. i 80. Jego porwanie doprowadziło nawet do tego, że obecnego papieża oskarżono o współpracę z dyktaturą[266].
  - Papież Franciszek przyjął na audiencji nowego ambasadora Wenezueli przy Watykanie Germána José Mundaraín Hernándeza, który złożył listy uwierzytelniające[267].
- 6 października
  - Papież Franciszek wstrząśnięty tragedią na Lampedusie wysłał na wyspę swego jałmużnika abp. Konrada Krajewskiego, który ma on nie tylko wyrazić solidarność papieża z ofiarami i przekazać wdzięczność ratownikom, ale także zapoznać się z realnym rozmiarem potrzeb, jakie spowodowała ta tragedia. Na portowym molo papieski jałmużnik modlił się nad ciałami kolejnych ofiar wydobytych dziś rano z morza i wraz z siłami porządkowymi brał udział w ich identyfikacji[268].
- 7 października
  - Papież Franciszek powołał 56-letniego abp. Jude Thaddeusa Okolo, dotychczasowego nuncjusza w Republice Środkowoafrykańskiej i Czadzie na nowego nuncjusza apostolskiego w Republice Dominikańskiej oraz delegata apostolskiego w Portoryko[269].
  - Papież Franciszek przyjął na specjalnych audiencjach króla Letsie III i jego małżonkę królową Masenate Mohato Seeiso oraz prezydium episkopatu Stanów Zjednoczonych z jego przewodniczącym, kard. Timothy Dolanem z Nowego Yorku[270].
  - Papież Franciszek udał się do siedziby Sekretariatu Synodu Biskupów i wziął udział w obradach 13 Rady Zwyczajnej[271].
- 9 października
  - Papież Franciszek skierował list do prezydent Argentyny Cristiny Fernandez de Kirchner, w liście tym papież zapewnia o swej modlitwie w intencji jej całkowitego powrotu do zdrowia[272].
  - Papież Franciszek rozszerzył kult Anieli z Foligno na cały Kościół, tym samym wpisując ją w poczet świętych[273].
- 10 października
  - Papież Franciszek przyjął na pierwszej audiencji Naczelnego Rycerza, Carla Andersona, a następnie członków Rady Zarządzającej, podczas tego spotkania papież podziękował Rycerzom Kolumba za ich wsparcie dla misji Następcy Piotra oraz dla prac Stolicy Apostolskiej oraz, zaś na drugiej przyjął prezydenta Chorwacji Ivo Josipovicia[274][275].
- 11 października
  - Papież Franciszek przyjął na pierwszej audiencji delegację Wspólnoty Żydowskiej Rzymu, związku z przypadającą 70. rocznicę deportacji Żydów z Wiecznego Miasta, podczas tego spotkania papież wręczył także swym gościom swe orędzie, przygotowane z tej samej okazji. Na drugiej audiencji papież przyjął przewodniczącego Parlamentu Europejskiego Martina Schulza, gdzie podczas tego spotkania przewodniczący zaprosił papieża, by wygłosił przemówienie na forum w Strasburgu, uczynił to w 25. rocznicę wizyty Jana Pawła II w PE i papieżowi podarował album z tej wizyty[276][277].
  - Papież Franciszek po wysłuchaniu relacji prefekta Kongregacji Spraw Kanonizacyjnych kard. Angelo Amato podjął decyzję o rozszerzeniu kultu bł. Anieli z Foligno włączając ją w poczet świętych[278].
- 12 października
  - Papież Franciszek przyjął na audiencji uczestników międzynarodowego kongresu zorganizowanego z tej okazji przez Papieską Radę do Spraw Świeckich. Biorą w nim udział przedstawiciele 25 krajów, m.in. teolodzy, dziennikarze, lekarze, historycy i wychowawcy. Spotkanie przebiegało pod hasłem: „Bóg zawierza człowieka kobiecie”[279].
  - Papież Franciszek mianował Brazylijczyka, ks. prał. Ilsona de Jesus Montanariego sekretarzem Kongregacji ds. Biskupów i jednocześnie wyniósł go do godności arcybiskupa tytularnego Capocilla. Zastąpi on na tym stanowisku abp Lorenzo Baldisseriego, który od 21 września jest sekretarzem generalnym Synodu Biskupów[280].
  - Papież Franciszek na placu św. Piotra w ramach obchodów Dnia Maryjnego Roku Wiary przewodniczył w czuwaniu w czasie którego była figura Matki Bożej Fatimskiej przywieziona z portugalskiego sanktuarium, podczas homilii papież powiedział, że całe życie było naśladowaniem jej Syna i zaznaczył, że Syn pomaga nam odczuwać obecność Maryi pośród nas[281].
- 13 października
  - Papież Franciszek przewodniczył w eucharystii na placu św. Piotra, podczas której zawierzył świat Matce Bożej Fatimskiej w ramach obchodów Dnia Maryjnego Roku Wiary, podczas homilii papież mówił, że Bóg nas zaskakuje, Bóg żąda od nas wierności, Bóg jest naszą siłą oraz wyjaśnił, że „Bóg żąda od nas, abyśmy byli Mu wierni każdego dnia, w codziennych działaniach”. Po mszy św papież odprawił z wiernymi Anioł Pański, gdzie podczas homilii zachęcił do modlitwy o uwolnienie świata od wszelkiej przemocy[282][283][284].
  - Papież Franciszek skierował przesłanie do uczestników beatyfikacji 522 ofiar wojny domowej w Hiszpanii z lat 1936–1939, w przesłaniu tym papież zachęcił by męczennicy przyczyniają się do tego, abyśmy byli chrześcijanami konkretnymi, a nie tylko malowanymi, chrześcijanami czynów, a nie słów[285].
- 14 października
  - Papież Franciszek przyjął uczestników dorocznego zebrania plenarnego Papieskiej Rady ds. Krzewienia Nowej Ewangelizacji, gdzie podczas przemówienia papież powiedział, że duszpasterstwo musi skupić się na tym, co istotne, czyli na Jezusie Chrystusie. Nie traćmy sił na rzeczy drugorzędne lub powierzchowne oraz dodał, że Duch Święty „popycha nas do odważnego przemierzania nowych dróg”, dzięki czemu unikamy skostnienia[286].
- 15 października
  - Papież Franciszek przyjął na pożegnalnej audiencji kard. Tarcisio Bertone, który zakończył posługę sekretarza stanu Stolicy Apostolskiej przechodząc na emeryturę[287].
- 16 października
  - Papież Franciszek skierował przesłanie do dyrektora generalnego Organizacji Narodów Zjednoczonych ds. Wyżywienia i Rolnictwa (FAO), w przesłaniu tym papież wezwał do przezwyciężenia postaw egoizmu i konsumizmu w stosunkach międzyludzkich, przesłanie to jest w związku obchodem Światowych Dni Żywności, który w tym roku przebiega pod hasłem „Zrównoważone systemy wyżywienia na rzecz bezpieczeństwa żywnościowego i wyżywienia”[288].
  - Papież Franciszek wystosował list do głównego rabina Rzymu Riccarda Di Segni z okazji przypadającej dziś 70. rocznicy deportacji Żydów z Wiecznego Miasta do obozu zagłady. W liście tym papież pisze, że pamięć o deportacji rzymskich Żydów powinna być apelem do nowych pokoleń, aby nie spłycać swego życia, nie dać się zwieść ideologiom i nie usprawiedliwiać napotykanego zła, lecz nadal wystrzegać się antysemityzmu i rasizmu, bez względu na to, skąd pochodzi[289].
- 17 października
  - Papież Franciszek na dwóch audiencjach przyjął przewodniczącego niemieckiego episkopatu oraz byłego ordynariusza, a do czasu mianowania następcy administratora apostolskiego archidiecezji fryburskiej abp. Roberta Zollitscha oraz prezydenta Państwa Palestyńskiego Mahmuda Abbasa, w czasie spotkania prezydent zaprosił papieża do odwiedzenia Ziemi Świętej oraz rozmawiano o sytuacji na Bliskim Wschodzie, a szczególnie o wznowieniu negocjacji między Izraelczykami i Palestyńczykami[290][291].
- 18 października
  - Papież Franciszek wystosował orędzie do uczestników Światowego Dnia Misyjnego, który będzie obchodzony dwa dni później. W orędziu tym papież zwraca się z zachętą do wyjścia ze swego zamknięcia, by zanieść słowo Boże na „peryferie”, zwłaszcza tym, którzy nie mieli jeszcze możliwości poznania Chrystusa[292].
  - Papież Franciszek skierował przesłanie z okazji 30-lecia Watykańskiego Ośrodka Telewizyjnego (CTV). W przesłaniu tym papież stwierdził, że media katolickie mają być jak sól i światło, karmić i oświecać świat, niosąc światło Jezusa Chrystusa i przyczyniając się do postępu całej ludzkości oraz podkreślił potrzebę współdziałania, a nie konkurencji różnych katolickich inicjatyw medialnych[293].
  - Papież Franciszek przyjął na audiencji prezydenta Kamerunu Paula Biyi, podczas spotkania tematami rozmów były stan stosunków wzajemnych, a także wyzwania stojące przed Afryką Subsaharyjską[294].
  - Papież Franciszek spotkał się z Międzynarodową Komisją ds. Tłumaczenia Mszału na Język Angielski, która obraduje w Rzymie z okazji 50-lecia swego istnienia.Podczas spotkania papież przypomniał, że dzięki jedności w wierze i sakramentach można harmonizować istniejące w Kościele różnice i nimi się ubogacać[295].
- 19 października
  - Papież Franciszek przyjął uczestników pielgrzymki międzynarodowego stowarzyszenia „Patrons of the Arts”, obchodzącego 30-lecie istnienia, która zrzesza ono dobroczyńców Muzeów Watykańskich, którzy wnoszą znaczny wkład w konserwację przechowywanych w nich dzieł sztuki. Podczas przemówienia papież podkreślił, że muzea watykańskie pełnią ważną funkcję, nie tylko artystyczną, lecz także pozwalają lepiej poznać orędzie Chrystusa[296].
- 21 października
  - Papież Franciszek przyjął na audiencji delegację Światowej Federacji Luterańskiej oraz członków Komisji Luterańsko-Katolickiej ds. Jedności w związku ze zbliżającym się 500-leciem Reformacji. W czasie spotkania papież zwrócił uwagę na potrzebę wiernej i nieustannej modlitwy, wspierającej dialog teologiczny, odnowę życia i nawrócenie serc oraz zachęcił, by katolicy i luteranie wspólnie przeprosili za wyrządzone sobie nawzajem zło, a także do wspólnego rozważenia istniejących różnic[297].
  - Papież Franciszek spotkał się z biskupem Limburga w Niemczech Franzem-Peterem Tebartzem-van Elstem, oskarżanym o rozrzutność, życie w luksusie i podejrzanym o składanie fałszywych zeznań w sprawie wydatków[298].
  - Papież Franciszek przyjął na specjalnej audiencji Kennetha Francisa Hacketta, nowego ambasadora Stanów Zjednoczonych przy Stolicy Apostolskiej, który złożył listy uwierzytelniające[299].
- 23 października
  - Papież Franciszek spotkał się z uczestnikami Krajowego Kongresu Kapelanów Włoskich Więzień i za ich pośrednictwem pozdrowił osoby przebywające w zakładach karnych[300].
  - Papież Franciszek powołał ks. Wolfganga Röscha, dotychczasowego dziekana dekanatu Wiesbaden, na stanowisko wikariusza generalnego diecezji Limburga, który też przejmie obowiązki biskupa po bp. Tebartz-van-Elst związku z pójściem na nieokreślany urlop. Zastąpił on na tym stanowisku ks. Franza Josefa Kaspara, zaś dał urlopu Franzem-Peterem Tebartzem-van Elstem[301].
- 24 października
  - Papież Franciszek przyjął delegację Centrum Szymona Wiesenthala – międzynarodowej agencji żydowskiej, służącej ochronie praw człowieka i zachowaniu pamięci o Holokauście. Podczas przemówienia skierowanego do nich papież powiedział by „Połączyć nasze siły, aby krzewić kulturę spotkania, szacunku, wzajemnego zrozumienia i przebaczenia”[302].
  - Papież Franciszek w bazylice watykańskiej przewodniczył mszy św., podczas której dokonał konsekracji biskupiej dwóm watykańskim dyplomatom: przyszłemu nuncjuszowi w Ghanie ks. Jean-Marie Speichowi oraz nowemu przewodniczącemu Papieskiej Akademii Kościelnej, ks. Giampiero Gloderowi. Podczas homilii papież powiedział by w kochać naszych kapłanów i diakonów. Oni są naszymi współpracownikami, najbliższymi z najbliższych. Nigdy nie każcie czekać kapłanowi na audiencję, reagujcie natychmiast. Bądźcie blisko nich[303].
- 25 października
  - Papież Franciszek spotkał się z uczestnikami XXI posiedzenia plenarnego Papieskiej Rady ds. Rodziny w związku z 30. rocznicą ogłoszenia przez Stolicę Apostolską Karty Praw Rodziny 22 października 1983 r. Podczas przemówienia do uczestników papież powiedział, że rodziny prawdziwie chrześcijańskie można rozpoznać po wierności, cierpliwości, otwarciu na życie, szacunku dla osób starszych... Sekretem tego wszystkiego jest obecność Jezusa w rodzinie[304].
  - Papież Franciszek przyjął na specjalnej audiencji prezydenta Gwinei Równikowej Teodoro Obiang Nguema Mbasogo. Wizyta ta miała na celu „umocnienia dobrych relacji” swego kraju ze Stolicą Apostolską[305].
- 26 października
  - Papież Franciszek przyjął na specjalnej audiencji prezydenta Panamy Ricardo Martinellego, podczas spotkania rozmawiano o ubóstwie w tym południowoamerykańskim kraju[306].
  - Papież Franciszek uczestniczył w uroczystości przyznania Nagrody Ratzingera nazywanej też „teologicznym Noblem” i podczas przemówienia papież stwierdził, że „Książki Benedykta XVI nie stanowią Magisterium w sensie ścisłym, nie są też studium akademickim. Złożył on Kościołowi i wszystkim ludziom dar z tego, co ma najcenniejsze: znajomość Jezusa – owoc wielu lat studiów, modlitwy, konfrontacji teologicznej i udostępnił ją w formie najbardziej przystępnej”[307].
  - Papież Franciszek spotkał się z rodzinami na placu św. Piotra podczas Pielgrzymki Rodzin w Roku Wiary, podczas homilii skierowanej do rodzin papież mówił o znaczeniu sakramentów, podkreślając, że nie służą one temu, by „udekorować życie” i że „trzeba umieć przebaczać sobie każdego dnia”[308].
- 27 października
  - Papież Franciszek przewodniczył eucharystii na placu św. Piotra dla uczestników pielgrzymki rodzin. Podczas homilii papież zaapelował do rodzin by zawsze żyli z wiarą i prostotą, jak Święta Rodzina z Nazaretu[309].
- 28 października
  - Papież Franciszek przyjął na specjalnej audiencji Aung San Suu Kyi, birmańską polityk i laureatkę Pokojowej Nagrody Nobla[310].
- 31 października
  - Papież Franciszek po raz pierwszy przewodniczył mszy św w kaplicy św. Sebastiana, przy grobie bł. Jana Pawła II. Msza ta jest odprawiana co czwartek przez Polaków, którzy pracują w Watykanie. Podczas homilii papież powiedział, że bez odczucia miłości Chrystusa, nie żyjąc tą miłością, nie rozpoznając jej, nie karmiąc się tą miłością nie można być chrześcijaninem[311].
  - Papież Franciszek ogłosił datę konsystorza, na którym po raz pierwszy mianuje nowych kardynałów. Będzie to miało miejsce 22 lutego 2014 r[312].
  - Papież Franciszek przesłał list kondolencyjny do przewodniczącego Konferencji Episkopatu Polski, abp. Józefa Michalika, w związku ze śmiercią pierwszego premiera III RP Tadeusza Mazowieckiego[313].
  - Papież Franciszek w Sali Klemetyńskiej przyjął dwustuosobową grupę członków rzymskiego stowarzyszenia Circolo San Pietro, czyli Krąg św. Piotra. W czasie przemówienia do grup papież przypomniał w dobiegającym końca Roku Wiary, że życie wiarą wiąże się z codziennym pełnieniem dzieł miłosierdzia[314].

### Listopad
- 1 listopada
  - Papież Franciszek w uroczystość Wszystkich Świętych przewodniczył eucharystii na rzymskim cmentarzu Campo Verano. Podczas homilii papież zachęcił by w tym szczególnym dniu pomyśleć o naszej przyszłości, pamiętajmy też o tych wszystkich, którzy poprzedzili nas w drodze do domu Ojca oraz podkreślił, że dzisiejsze święto jest dniem nadziei i pokoju[315].
- 2 listopada
  - Papież Franciszek w Dzień Zaduszny udał się do Grot Watykańskich by pomodlić się przy grobach swoich poprzedników[316].
- 4 listopada
  - Papież Franciszek bazylice watykańskiej celebrował eucharystię za kardynałów i biskupów zmarłych w ciągu minionego roku, wśród nich za prymasa seniora Polski kard. Józefa Glempa, kard. Stanisława Nagyego oraz za emerytowanego metropolitę przemyskiego abp Ignacego Tokarczuka. Podczas homilii papież powiedział, że „zmarli kardynałowie i biskupi byli ludźmi, którzy poświęcili się swemu powołaniu i posłudze Kościołowi, który miłowali, tak jak się kocha oblubienicę”[317].
- 6 listopada
  - Papież Franciszek skierował przesłanie do francuskich biskupów, obradujących od 5 listopada w Lourdes. W przesłaniu tym papież zachęca ich, aby nadal służyli człowiekowi, zwłaszcza ludziom najbardziej opuszczonym[318].
- 7 listopada
  - Papież Franciszek zatwierdził tematy trzech najbliższych Światowych Dni Młodzieży, wytyczając w ten sposób etapy duchowego przygotowania, które w ciągu trzech lat doprowadzi młodych do obchodów międzynarodowego spotkania z papieżem, jakie odbędzie się w Krakowie w lipcu 2016 roku[319].
- 8 listopada
  - Papież Franciszek spotkał się uczestnikami sesji plenarnej Najwyższego Trybunału Sygnatury Apostolskiej, będącego „sądem najwyższym” Kościoła katolickiego, nadzorującym także działanie sądów niższego szczebla. W przesłaniu z tej okazji papież wskazał, że sprawiedliwość w Kościele musi być wymierzana „ze wzrokiem utkwionym w ikonie Dobrego Pasterza, który pochyla się nad zabłąkaną i poranioną owieczką”[320].
  - Papież Franciszek przyjął na specjalnej audiencji prezydent Kostaryki Laurę Chinchillę, podczas spotkania prezydent zaprosiła papieża do odwiedzenia tego kraju[321].
- 9 listopada
  - Papież Franciszek przyjął na audiencji w Auli Pawła VI podopiecznych włoskiego stowarzyszenia dobroczynnego Unitalsi, które organizuje wyjazdy chorych i niepełnosprawnych do Lourdes i innych sanktuariów maryjnych. W przesłaniu z tej okazji papież powiedział, że ubodzy i chorzy są “bogactwem dla Kościoła” oraz dodał, że organizacje charytatywne idą “pod prąd” logiki “światowości” oraz “odrzucenia” i pomagają cierpiącym być protagonistami w Kościele i całym społeczeństwie[322].
  - Papież Franciszek spotkał się z włoskimi pielgrzymami z regionu Ligurii, w związku z końcem Roku Wiary. W przesłaniu z tej okazji papież mówił o spotkaniu z Bogiem i przedstawianiu mu naszych próśb[323].
- 12 listopada
  - Papież Franciszek przyjął na specjalnej audiencji przewodniczącego Wydziału Zewnętrznych Kontaktów Kościelnych Patriarchatu Moskiewskiego, metropolitę Hilariona[324].
  - Papież Franciszek skierował list do byłego prefekta Kongregacji ds. Duchowieństwa kard. Claudia Hummesa, którego mianował na specjalnego wysłannika do Paragwaju na uroczystości peregrynacji relikwii świętych Rocha Gonzáleza de Santa Cruz, Alfonsa Rodrigueza oraz Jana de Castilllo, które dobiegają końca. W liście tym papież przypomniał, że ci święci byli pierwszymi urodzonymi w Paragwaju, którzy przybyli tam z Hiszpanii, wiedzeni misyjną gorliwością[325].
- 13 listopada
  - Papież Franciszek spotkał się z wiernymi na audiencji ogólnej, gdzie podczas katechezy papież mówił o chrzcie Chrztu św. udzielanym na odpuszczenie grzechów, stanowiącym punkt wyjścia życia chrześcijańskiego i drogi nawrócenia oraz podkreślił znaczenie Sakramentu Pokuty, będącego jakby „drugim chrztem”, pozwalającym nam „utrzymać w czystości białą szatę naszej godności chrześcijańskiej”. Podczas audiencji papież pobłogosławił kamień węgielny pod budowę Muzeum Polaków Ratujących Żydów im. Rodziny Ulmów w Markowej k. Łańcuta, to pierwsza tego typu placówka w Polsce[326][327].
- 14 listopada
  - Papież Franciszek udał się z oficjalną wizytą do pałacu na rzymskim Kwirynale i spotkał się z prezydentem Republiki Włoskiej Giorgio Napolitano. Podczas przemówienia papież mówił m.in. o problemach, z jakimi borykają się pogrążone w kryzysie Włochy, zwłaszcza o bezrobociu[328].
- 15 listopada
  - Papież Franciszek w bazylice watykańskiej przewodniczył mszy św., podczas której udzielił sakry biskupiej sekretarzowi generalnemu Gubernatoratu Państwa Watykańskiego ks. Fernando Vergezowi Alzadze. Podczas homilii papież przypomniał, że biskupstwo jest służbą, a nie zaszczytem, biskup zaś musi bardziej służyć niż panować oraz zalecił nowemu biskupowi, by w swej posłudze był ojcem i bratem dla pracowników Watykanu, dbał o ich wzrost duchowy i tak jak Dobry Pasterz znał swe owce[329].
- 17 listopada
  - Podczas spotkania z wiernymi w Watykanie papież Franciszek polecił wszystkim „duchowe lekarstwo”, czyli Miserikordinę, która powstała w Polsce. W opakowaniu przypominającym preparat medyczny znajduje się różaniec i obrazek Jezusa Miłosiernego[330].
- 18 listopada
  - Na prywatnych audiencjach papież Franciszek przyjął premiera Bahamów Perry’ego Gladstone’a Christie i dyrektora generalnego Międzynarodowej Organizacji Pracy Guya Rydera[331].
- 20 listopada
  - Podczas audiencji ogólnej papież nawiązał do ogłoszonego przez ONZ Międzynarodowego Roku Rodziny Wiejskiej, który rozpocznie się 22 listopada br., a także do obchodzonego 21 listopada, we wspomnienie Ofiarowania Najświętszej Maryi Panny, Dnia Pro Orantibus poświęconego pamięci o zakonnych wspólnotach klauzurowych[332]. Ojciec Święty otrzymał także wiele podarunków, m.in. hełm pilota[333] i figurę „bezdomnego Jezusa”, autorstwa kanadyjskiego rzeźbiarza Timothy’ego Schmalza[334].
- 21 listopada
  - O poszanowanie prawa każdej osoby do godnego życia i swobodnego wyznawania swej wiary zaapelował Franciszek w przemówieniu do uczestników sesji plenarnej Kongregacji Kościołów Wschodnich, których przyjął na audiencji. „Biskup Rzymu nie spocznie dopóty, dopóki mężczyźni i kobiety, niezależnie od wyznawanej religii, będą poniżani w swej godności, pozbawiani tego, co niezbędne do przetrwania, okradani z przyszłości, zmuszani do ucieczki ze swej ojczyzny i do wychodźstwa” – zapewnił Ojciec Święty. Wezwał też cały Kościół do modlitwy o pojednanie i pokój na Bliskim Wschodzie[335].
  - Papież odprawił nieszpory w klasztorze mniszek kamedułek na rzymskim Awentynie[336].
- 22 listopada
  - Papież spotkał się z premierem Bośni i Hercegowiny Vjekoslavem Bevandą. W czasie rozmów wymieniono opinie nt. sytuacji w tym bałkańskim kraju, wskazując na konieczność wspierania budowy coraz bardziej otwartego społeczeństwa. Mowa była także o wyzwaniach związanych z obecnym kryzysem gospodarczym[337].
- 23 listopada
  - Papież przyjął wczoraj na audiencji prywatnej prezydenta Międzynarodowej Federacji Piłki Nożnej FIFA, Josepha S. Blattera. Głównym tematem 15-minutowej rozmowy był futbol oraz pokój na świecie[338].
  - Ojciec Święty podziękował Bogu za piękne i długie życie śp. Marianny Popiełuszko, oddane Bogu, Kościołowi i rodzinie. Błogosławił też Jej najbliższym i uczestniczącym w pogrzebie[339].
- 24 listopada
  - Z udziałem tysięcy wiernych zgromadzonych na placu św. Piotra w Watykanie odbyła się pod przewodnictwem Franciszka msza św. z okazji uroczystości Chrystusa Króla. Wszechświata. Stanowi ona ukoronowanie roku liturgicznego i jest zakończeniem Roku Wiary, ogłoszonego przez Benedykta XVI w październiku 2012[340]
  - Papież ogłosił swoją pierwszą adhortację apostolską „Evangelii Gaudium”. Dotyczy ona m.in. konieczności reformowania struktur kościelnych, aby dostosować je do wymagań ewangelizacji i troski o ubogich oraz konieczności osobistego nawrócenia każdego z wierzących. Dokument ten określa się jako program papieskiego pontyfikatu[341].
- 25 listopada
  - Relacje dwustronne, życie wspólnoty katolickiej w Rosji oraz sytuacja na Bliskim Wschodzie, a zwłaszcza konflikt w Syrii znalazły się w centrum watykańskich rozmów prezydenta Rosji, Władimira Putina z papieżem Franciszkiem[342].
- 29 listopada
  - Podczas spotkania z przedstawicielami Unii Przełożonych Generalnych papież ogłosił, że Rok 2015 będzie Rokiem Życia Konsekrowanego[343].
- 30 listopada
  - Papież Franciszek potwierdził w pełnionych obowiązkach prefekta Kongregacji ds. Edukacji Katolickiej kard. Zenona Grocholewskiego, a także sekretarza tej dykasterii abp. Angelo Vincenzo Zaniego. Jednym z członków tej Kongregacji papież mianował arcybiskupa łódzkiego Marka Jędraszewskiego[344].
  - Papież w bazylice św Piotra przewodniczył z młodzieżą akademicką nieszporom z pierwszej Niedzieli Adwentu[345].

### Grudzień
- 1 grudnia
  - Papież Franciszek odwiedził i przewodniczył mszy św w parafii św. Cyryla Aleksandryjskiego, w pobliżu Tor Sapienza, we wschodniej części Wiecznego Miasta[346].
- 2 grudnia
  - Papież spotkał się z premierem Izraela Beniaminem Netanjahu. Ponowił on zaproszenie dla Ojca Świętego do odwiedzenia Ziemi Świętej[347].
- 3 grudnia
  - Rozpoczęła się kolejna sesja obrad Rady Kardynałów. Jak zaznaczył rzecznik Stolicy Apostolskiej, ks. Federico Lombardi SJ, kardynałowie mają zamiar dokonać poważnych reform Kurii Rzymskiej i wypracować nową konstytucję apostolską[348].
- 5 grudnia
  - Kard. Sean O’Malley zapowiedział, że papież Franciszek wkrótce utworzy specjalną komisję ds. ochrony dzieci przed nadużyciami seksualnymi ze strony duchownych. Zajmie się ona także udzielaniem pomocy i wsparcia ofiarom tych nadużyć[349].
- 6 grudnia
  - Papież oddał hołd zmarłemu dzień wcześniej byłemu prezydentowi RPA Nelsonowi Mandeli. Przypomniał, że Mandela głosił idee godności człowieka i wyrzeczenia się przemocy[350].
- 8 grudnia
  - Papież modlił się przed kolumną Maryi Niepokalanej w Rzymie. Podtrzymał tym samym długą tradycję swych poprzedników, którzy od XIX w. przybywali w tym celu w Święto Niepokalanego Poczęcia NMP na plac Hiszpański[351]. Potem odwiedził bazylikę Matki Bożej Większej i modlił się przed ikoną Matki Bożej Salus Populi Romani.
- 9 grudnia
  - Papież ogłosił „Kampanię przeciw głodowi na świecie”. Caritas Internationalis rozpoczyna ją 10 grudnia w Międzynarodowym Dniu Praw Człowieka. Przebiegać ona będzie pod hasłem: „Jedna rodzina ludzka – żywność dla wszystkich”. W nagranym z tej okazji przesłaniu wideo papież zapewnił, że inicjatywa ta ma jego pełne poparcie[352].
  - Papież spotkał się z prezydentem Republiki Konga Denisem Sassou N’Guesso. Jednym z tematów ich rozmowy była sytuacja w Afryce Środkowej[353].
- 11 grudnia
  - Papież został ogłoszony przez tygodnik „Time” człowiekiem roku 2013[354].
- 12 grudnia
  - Pierwsze orędzie wygłoszone na Światowy Dzień Pokoju przez papieża Franciszka[355].
- 13 grudnia
  - Papież Franciszek przyjął grupę pielgrzymów z Bawarii oraz biskupów z Czech.
- 14 grudnia
  - Franciszek odwiedził papieską Przychodnię św. Marty na terenie Watykanu. Następnie papież spotkał się z dziećmi, którymi przez cały rok opiekuje się przychodnia św. Marty w Watykanie. Przygotowały one dla niego tort i prezenty z okazji nadchodzących urodzin[356].
  - Ojciec Święty przyjął na audiencji prywatnej sekretarza generalnego Organizacji Współpracy Islamskiej, tureckiego dyplomatą i naukowca Ekmeleddina Ihsanoglu.
- 16 grudnia
  - Papież przyjął na audiencji nowego południowokoreańskiego ambasadora przy Stolicy Apostolskiej, który złożył listy uwierzytelniające[357].
- 17 grudnia
  - Franciszek obchodził swoje 77 urodziny. Z tej okazji trzej mężczyźni – Słowak, Polak i Czech, bezdomni mieszkający na terenie Watykanu zjedli z papieżem śniadanie[358].
  - Papież Franciszek postanowił rozszerzyć na cały Kościół kult Piotra Fabera – błogosławionego jezuitę[359].
- 18 grudnia
  - Grupa zawodników i działaczy klubu sportowego San Lorenzo de Almagro z Buenos Aires, który 16 grudnia zdobył po raz pierwszy od wielu dziesięcioleci mistrzostwo Argentyny w piłce nożnej, spotkała się 18 bm. dwukrotnie z Franciszkiem[360].
  - Papież rozmawiał telefonicznie z emerytowanym papieżem składając mu życzenia na Boże Narodzenie[361].
- 19 grudnia
  - Papież spotkał się z premierem Saint Vincent i Grenadyn Ralphem Gonsalvesem[362].
  - Papież Franciszek potwierdził w pełnionych obowiązkach prefekta Kongregacji Spraw Kanonizacyjnych kard. Angelo Amato. Będzie nim donec aliter provideatur, czyli do czasu podjęcia innej decyzji[363].
- 20 grudnia
  - Papież spotkał się z włoskimi dyplomatami. Byli wśród nich urzędnicy protokołu dyplomatycznego z ministerstwa spraw zagranicznych i pracownicy włoskiej ambasady przy Stolicy Apostolskiej. Franciszek wyraził im wdzięczność za współpracę z Watykanem, zwłaszcza z Sekretariatem Stanu i Prefekturą Domu Papieskiego[364].
- 21 grudnia
  - Franciszek odwiedził watykański szpital pediatryczny Dzieciątka Jezus. Spotkanie z chorymi dziećmi, ich rodzinami i personelem medycznym trwało prawie trzy godziny i było jednym z najbardziej wzruszających w tym pontyfikacie[365].
- 23 grudnia
  - Spotkanie przedświąteczne papieża Franciszka w klasztorze Mater Ecclesiae z emerytowanym papieżem Benedyktem XVI[366].
- 24 grudnia
  - Papież Franciszek w bazylice św. Piotra w Wigilię Bożego Narodzenia przewodniczył Pasterce. W homilii papież apelował o przezwyciężeniu pychy, fałszu, pokusy podążania za własnymi interesami oraz nienawiści[367].
- 25 grudnia
  - Papież Franciszek w uroczystość Narodzenia Pańskiego z balkonu bazyliki św. Piotra udzielił błogosławieństwa Urbi et Orbi, podczas którego zaapelował o przerwanie konfliktu w Syrii oraz o pokój w Sudanie Południowym[368].
- 26 grudnia
  - Papież Franciszek w drugi dzień świąt Bożego Narodzenia oraz dzień wspomnienia św. Szczepana, męczennika spotkał się z wiernymi na modlitwie Anioł Pański. Podczas rozważania przed modlitwą papież wskazał, że w chwili obecnej jest więcej męczenników, niż w pierwszych wiekach chrześcijaństwa[369].
- 27 grudnia
  - W cztery dni po odwiedzinach Franciszka, Benedykt XVI udał się do niego z rewizytą. W Domu św. Marty spożyli wspólnie obiad[370].
  - „Wiarygodność orędzia chrześcijańskiego byłaby o wiele większa, gdyby chrześcijanie przezwyciężyli swoje podziały”. Te słowa ze swojej adhortacji apostolskiej Evangelii gaudium przypomina Papież uczestnikom rozpoczynającego się jutro na pograniczu Francji i Niemiec europejskiego spotkania młodych z ekumeniczną wspólnotą z Taizé. Jest to kolejny już etap „Pielgrzymki zaufania przez Ziemię”, zainicjowanej pod koniec lat siedemdziesiątych ubiegłego wieku przez twórcę Wspólnoty, brata Rogera[371].
- 28 grudnia
  - Prezydent Syrii Baszszar al-Asad wystosował prywatny list do papieża Franciszka. Przesłanie przekazała delegacja władz w Damaszku, która złożyła wizytę w Watykanie. Treści przesłania przywódcy syryjskiego do papieża nie ujawniono[372].
  - Przesłanie papieża Franciszka do uczestników 36 spotkania organizowanego przez Wspólnotę z Taizé w Strasburgu[373].
- 31 grudnia
  - Uroczyste nieszpory w uroczystość Świętej Bożej Rodzicielki w bazylice św. Piotra pod przewodnictwem papieża Franciszka i odśpiewanie hymnu „Te Deum” za kończący się rok 2013[374].